# Culture de Villanova
Pour les articles homonymes, voir Villanova.
Subdivisions
Villanovienne I, Villanovienne II

La culture de Villanova, ou culture villanovienne, est une culture archéologique du début de l'Âge du fer (d'environ 900 à 720 av. J.-C.), en Italie, qui représente la genèse de la civilisation étrusque,,,,. Elle dérive de la culture protovillanovienne de la fin de l'Âge du bronze.

## Historique
La culture de Villanova tire son nom d'un site archéologique découvert en 1853 par Giovanni Gozzadini, Villanova di Castenaso, situé dans la région de Bologne, en Émilie-Romagne, en Italie.

## Présentation

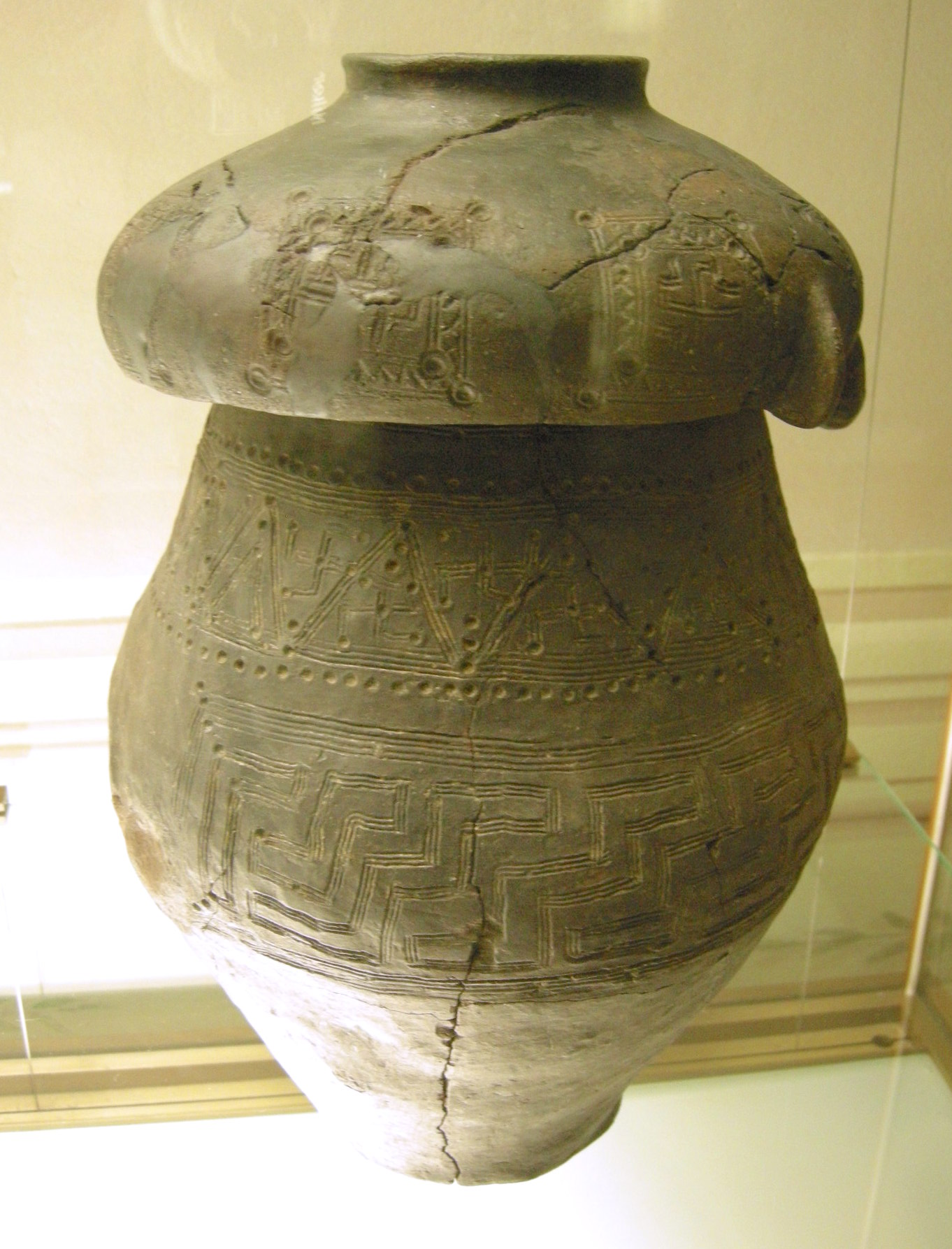
Urne cinéraire, Chiusi

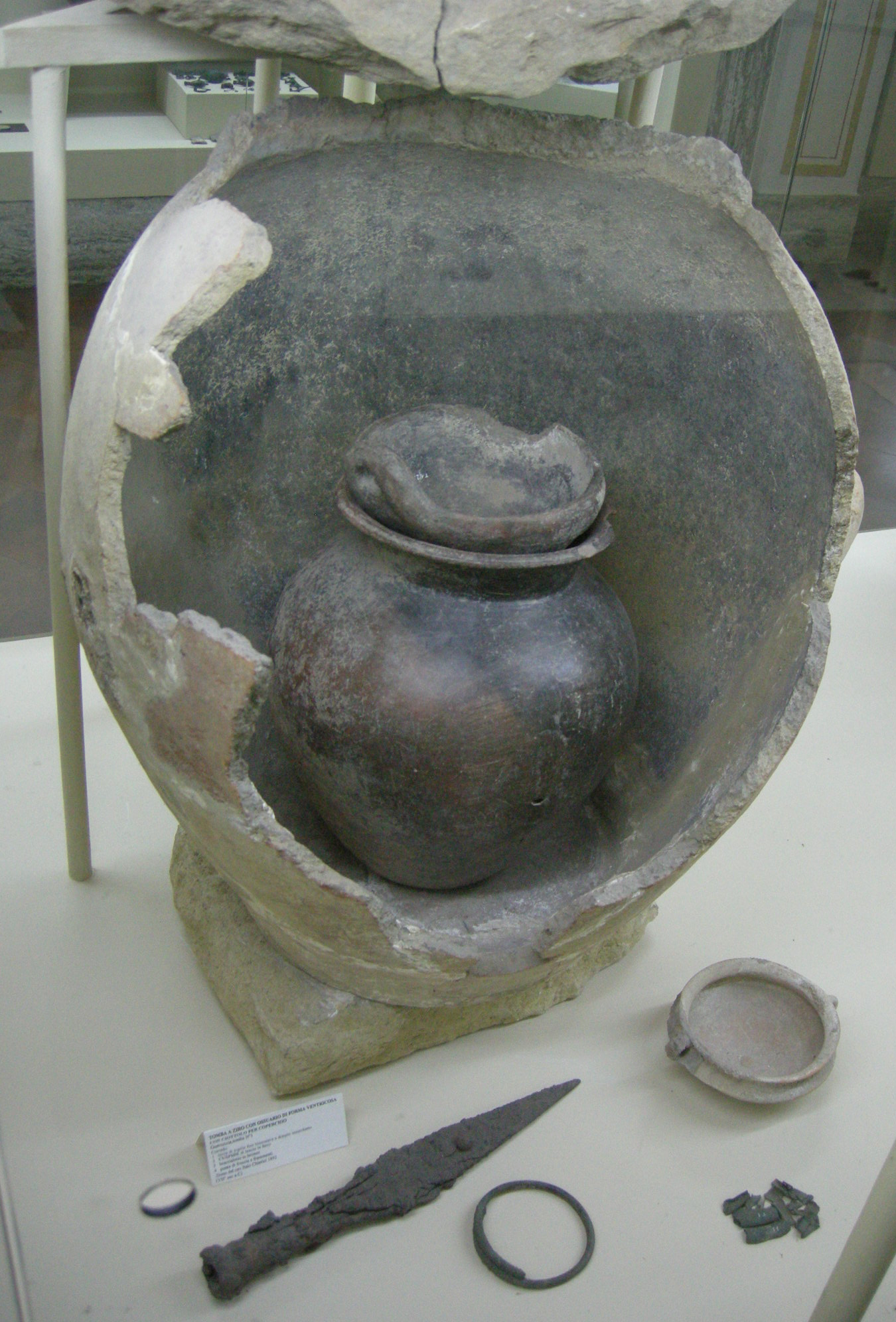
Urne de la tombe à ziro, Volterra

La culture villanovienne dérive, à travers le phénomène de régionalisation, de la culture protovillanovienne de la fin de l'Âge du bronze.
La caractéristique majeure de la culture de Villanova est le recours à l'incinération des défunts, dont les cendres sont ensuite placées dans des urnes biconiques : la similitude de cette pratique funéraire avec celle de la Culture des champs d'urnes, dans la plaine danubienne, a conduit certains historiens à émettre l'hypothèse d'une origine nordique des Villanoviens.
Les Villanoviens vivaient dans des villages de huttes ovales, parfois quadrangulaires, utilisaient des armes de fer et produisaient en bronze des casques, des armures et des objets domestiques de qualité. L’art reprend des motifs géométriques, et la figure humaine, rare, y est extrêmement stylisée. Les poteries, d’abord fabriquées à la main, puis au tour, ont des formes originales qui se sont développées sous l’influence de la Grèce mycénienne. Les Villanoviens étaient des agriculteurs, des éleveurs et des guerriers (lances, épées, boucliers et poignards des tombes riches). Les femmes ne semblent pas avoir été exclues des positions sociales élevées ou de la richesse.

## Extension géographique
Au début de l'Âge du fer, du IXe au VIIIe siècle av. J.-C., l'aspect villanovien caractérisait l'Étrurie tyrrhénienne (Toscane et Latium), l'Émilie-Romagne (en particulier, la zone de Bologne et de Verucchio dans la région de Rimini), les Marches (Fermo), la Campanie (Capoue, Pontecagnano Faiano, Eboli, Sala Consilina).
Entre la Toscane, le Latium, l'Émilie et certaines régions de la Campanie et de la plaine du Pô, les villages de Villanova semblent très denses, il y en a souvent un tous les 5-15 km, sur chaque colline convenant à la défense et située près de sources d'eau pure, avec d'autres établissements plus petits dans les zones côtières et dans les zones montagneuses des Apennins. Au IXe siècle av. J.-C., les établissements de Villanova semblent être largement répartis en Italie centrale, assez homogènes du point de vue de la culture matérielle et très répandus, bien que souvent de façon isolée, dans le Sud de l'Italie tyrrhénienne et dans diverses régions de l'Italie du Nord et de l'Adriatique.

## Chronologie
La culture villanovienne est divisée en Villanovienne I (d'environ 900 à 800 av. J.-C.) et Villanovienne II (d'environ 800 à 720 av. J.-C.). La phase Villanovienne II vit des changements radicaux, des signes de contact avec la civilisation grecque et des échanges commerciaux avec le Nord, le long de la route de l'ambre. À la fin de la phase Villanovienne II, les Étrusques, en particulier l'Étrurie méridionale, entrèrent dans la période orientalisante.
Pour la région bolognaise, les phases Villanovienne III (d'environ 720 à 680 av. J.-C.) et Villanovienne IV (d'environ 680 à 540 av. J.-C.) sont encore utilisées aujourd'hui comme périodisation, alors qu'en Étrurie on utilise le terme de « période orientalisante ».
| Villanovienne                                              | Chronologie        |
| ---------------------------------------------------------- | ------------------ |
| Période I : Villanovienne I                                | 900-800 av. J.-C.  |
| Période II : Villanovienne II                              | 800-720 av. J.-C.  |
| Période III : Villanovienne III (pour la région bolonaise) | 720-680 av. J.-C.. |
| Période IV : Villanovienne IV (pour la région bolonaise)   | 680-540 av. J.-C.  |

## La société étrusque

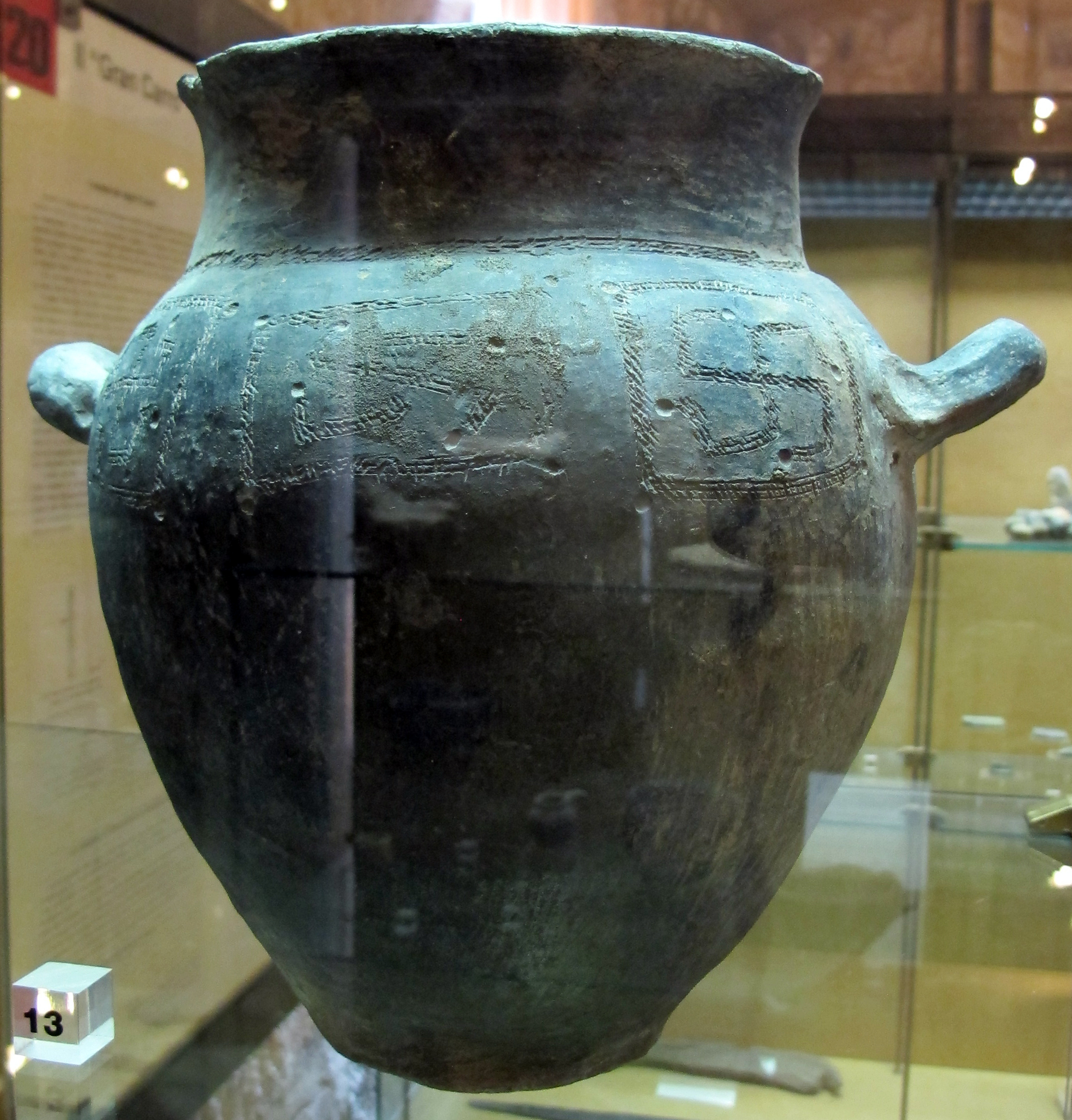
Ollae villanovienne (Museo territoriale di Bolsena)

La différenciation socio-économique aboutit à la constitution d'une classe dominante.
La « famille nucléaire » se substitue à la communauté agraire de la période précédente, ce qui correspond à l'instauration du pouvoir d'un pater familias. On assiste alors à la transmission de l'heredium : la transmission du patrimoine s'effectue au sein de la même famille et le patrimoine lui-même devient héréditaire.
L'instauration de cette règle constitue un changement majeur à la période protohistorique. Ce changement détermine à son tour la mise en œuvre d'un système social nouveau qui se substitue à la société villanovienne archaïque.
Un tel système est bien connu : il a en effet été décrit par les auteurs romains :
- rex / roi ;
- populus / peuple ;
- curiæ / associations d'hommes où l'infanterie est recrutée ;
- tribus / tribu où se recrutent les membres de la cavalerie ;
- patres / conseils des anciens ;
- clientes / citoyens attachés au service des patroni (personnes éminentes) ;
- familiæ / famille nucléaire ;
- gentes / groupes liés par la consanguinité et autre type de dépendance.

Les contacts avec les Grecs qui ont fondé les colonies du Sud de l'Italie coïncident avec le début de la période orientalisante de la civilisation  étrusque. Elle n'est sans doute pas non plus étrangère à l'émergence d'une aristocratie à laquelle appartient exclusivement, dans un premier temps, la connaissance de l'écriture, qui fait alors son apparition en Étrurie. 
Il faut aussi considérer un autre phénomène important, survenu vers la même époque : il s'agit de la présence des Phéniciens en Méditerranée occidentale. Ces derniers s'établissent dans le Sud-Ouest de la Sardaigne, à Nora, dès le IXe siècle. Par la suite, les Étrusques entretiennent d'étroites relations commerciales avec eux.

## Galerie

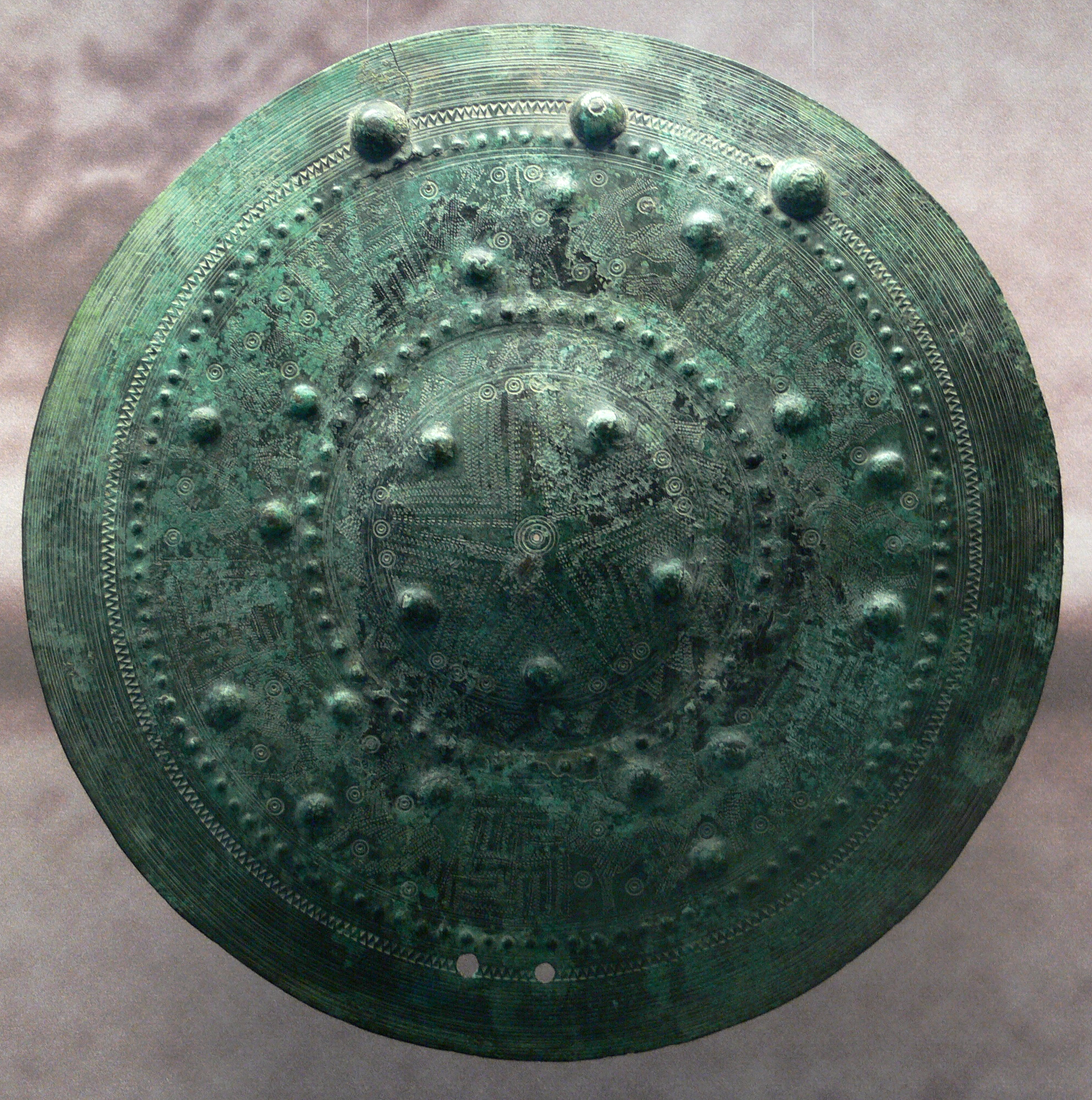
Disque décoratif (protège-poitrine), bronze, Italie, VIIIe siècle av. J.-C. Schaffhausen, Museum zu Allerheiligen, Collection Ebnöther (Département « Guerriers/Armes »).
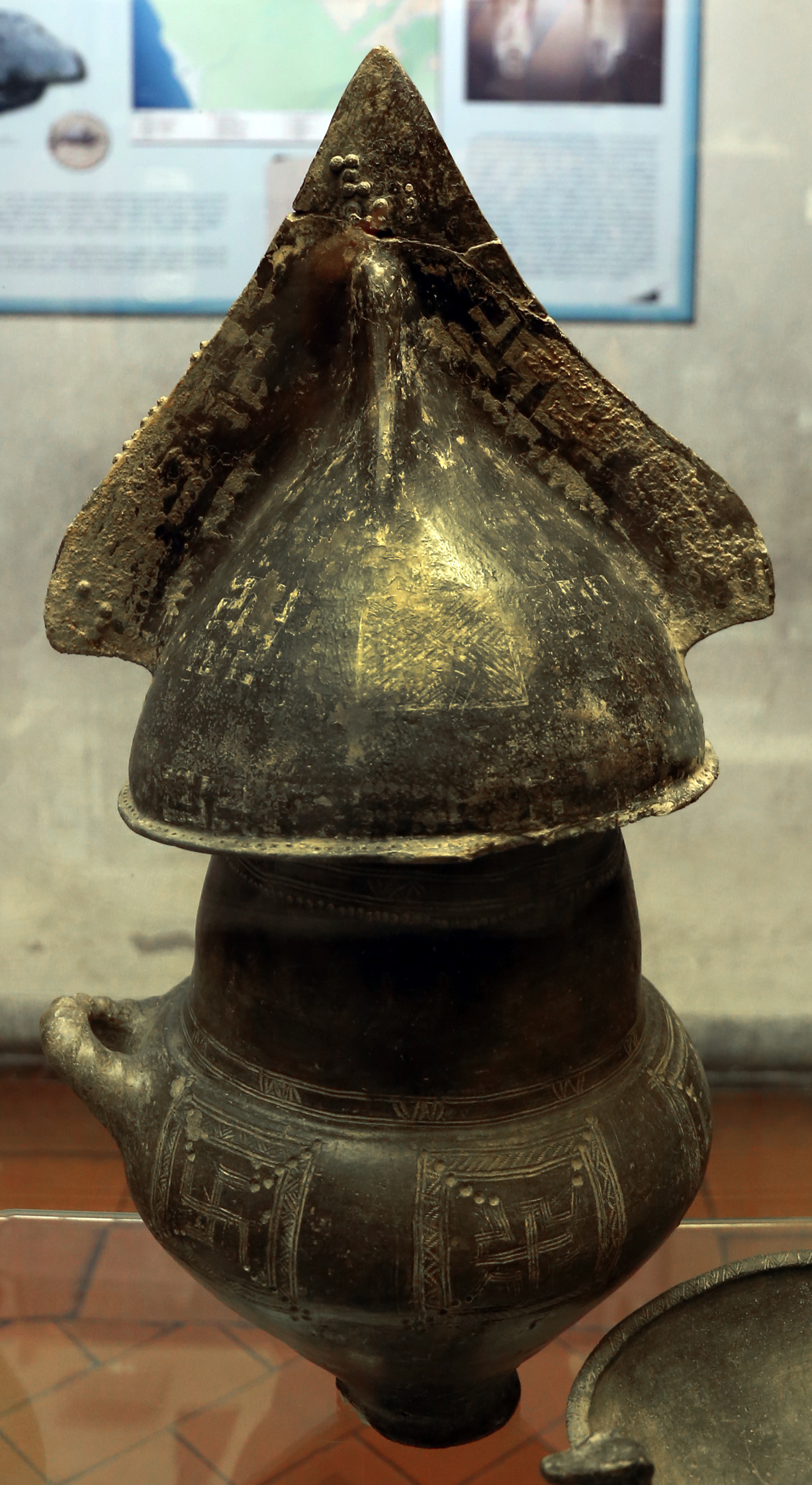
Urne cinéraire biconique avec couvercle en forme de casque, IXe-VIIIe siècle av. J.-C., provenant de Monterozzi (Fontanaccia), Tarquinia, Museo archeologico nazionale.
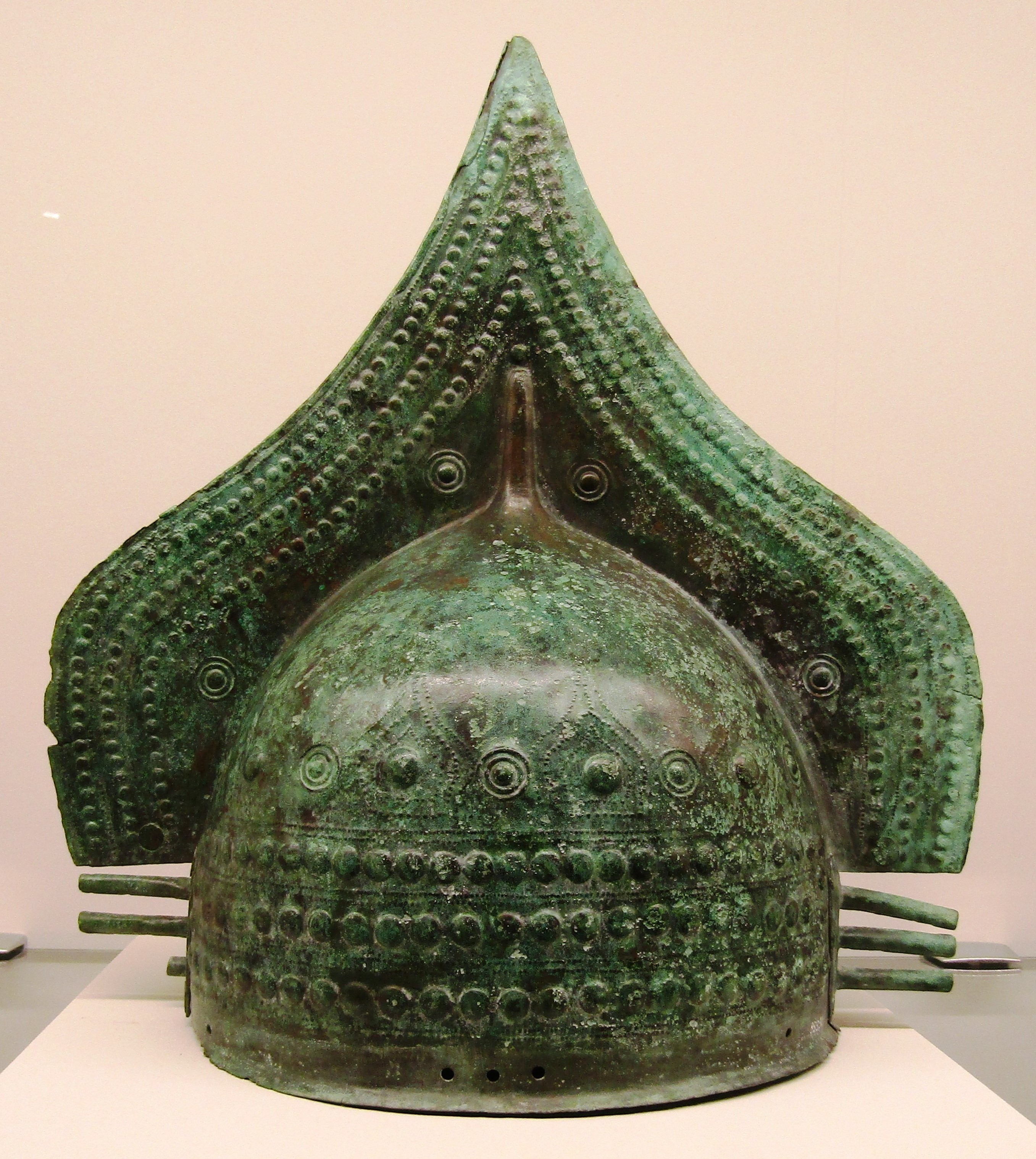
Casque étrusque à crête en bronze de Visentium (Bisenzio), nécropole de Bucacce, tombeau 1. Milieu du -VIIIe s. Musée archéologique national de Florence, inv. 85531.
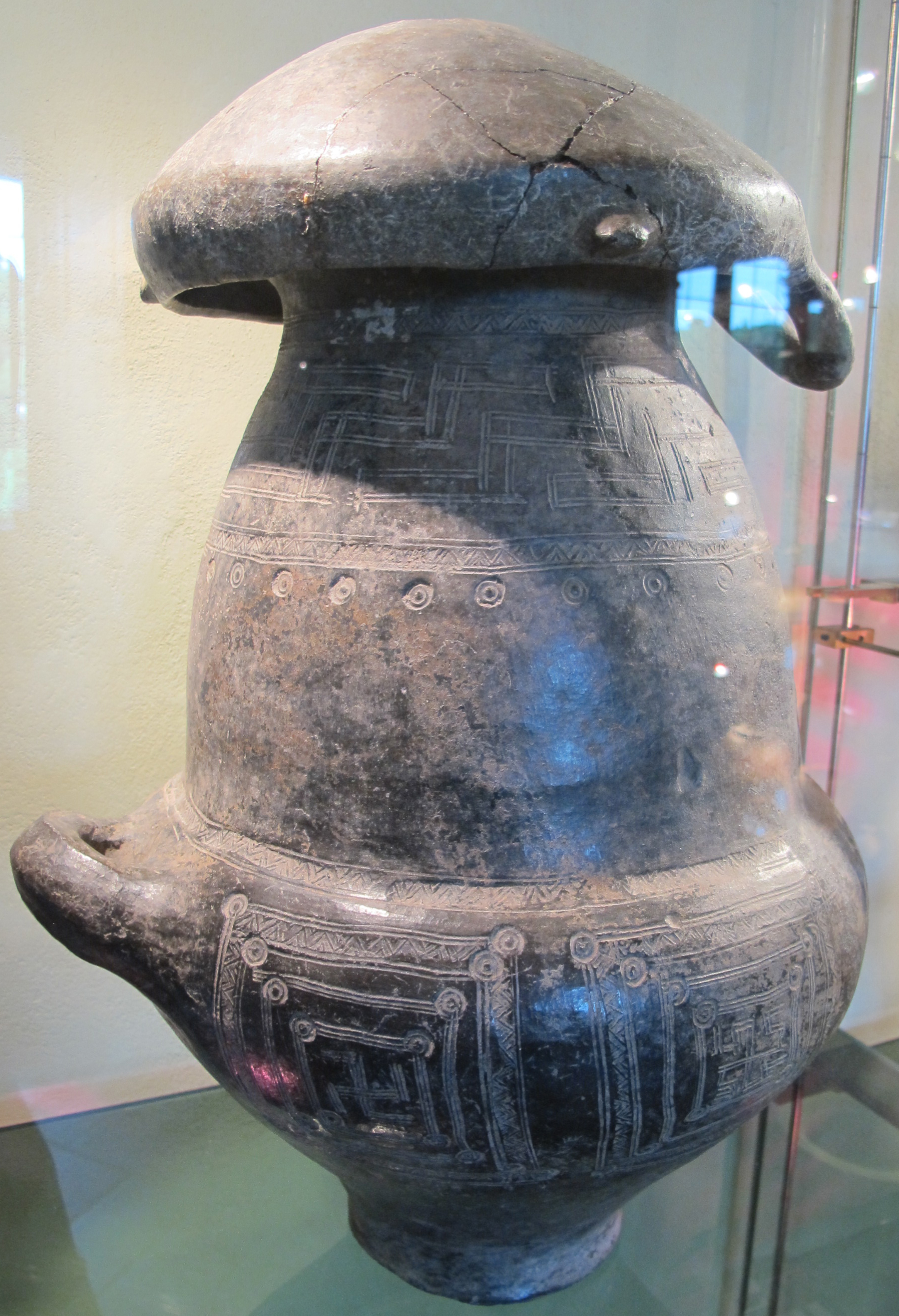
Urne cinéraire biconique villanovienne avec couvercle en céramique d'empâtement, -850/-800. Musée archéologique national G.C.Mecenate - MIBAC.
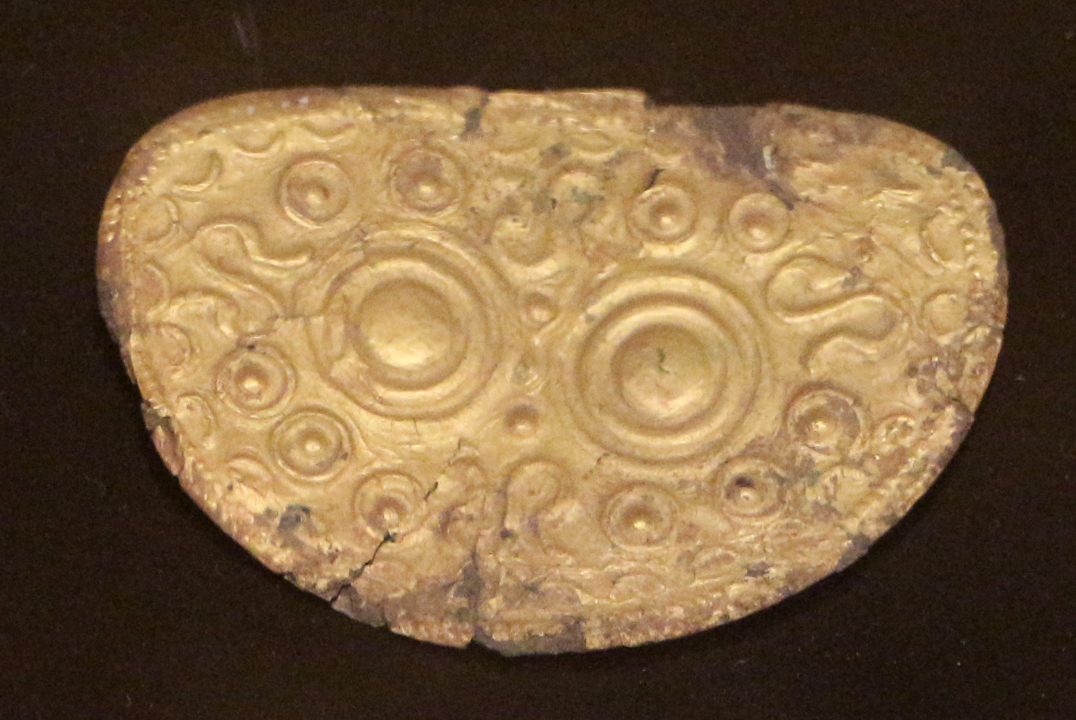
Plaques d'or recouvrant des fibules, nécropole de Guerruccia, tombe S1, 730-700 av. J.-C. Musée Guarnacci.
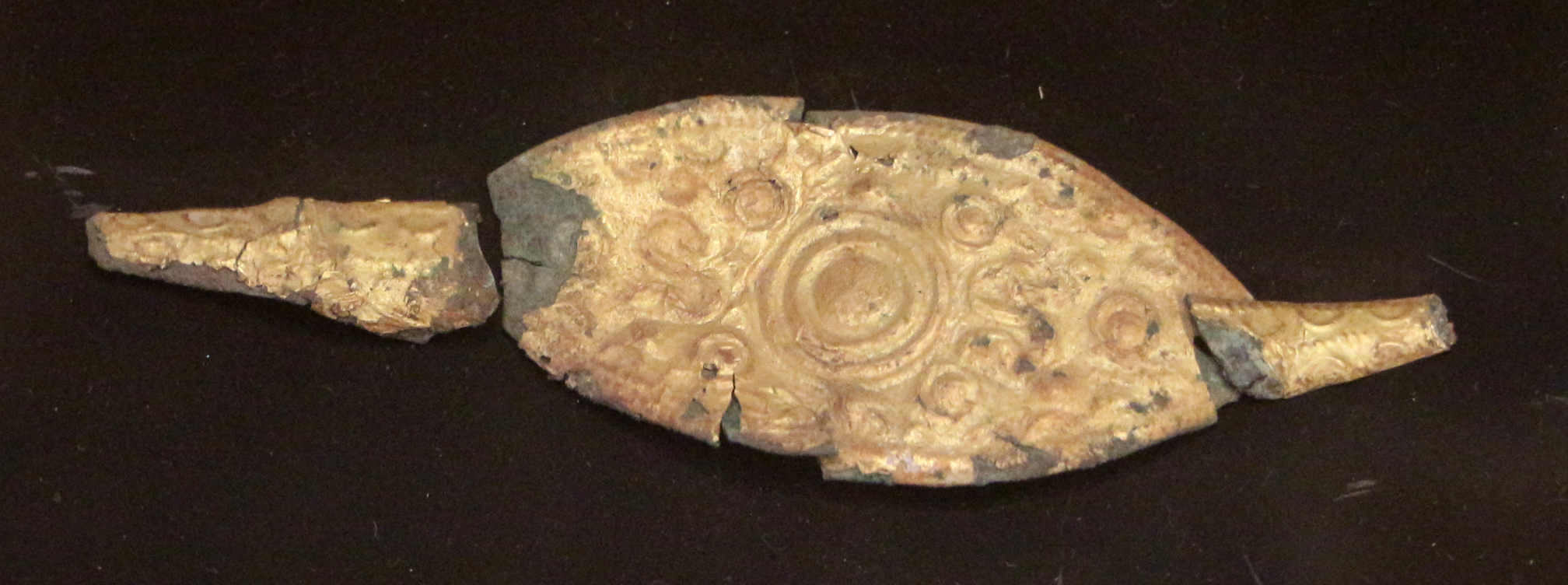
Plaques d'or recouvrant des fibules, nécropole de Guerruccia, tombe S1, 730-700 av. J.-C. Musée Guarnacci.
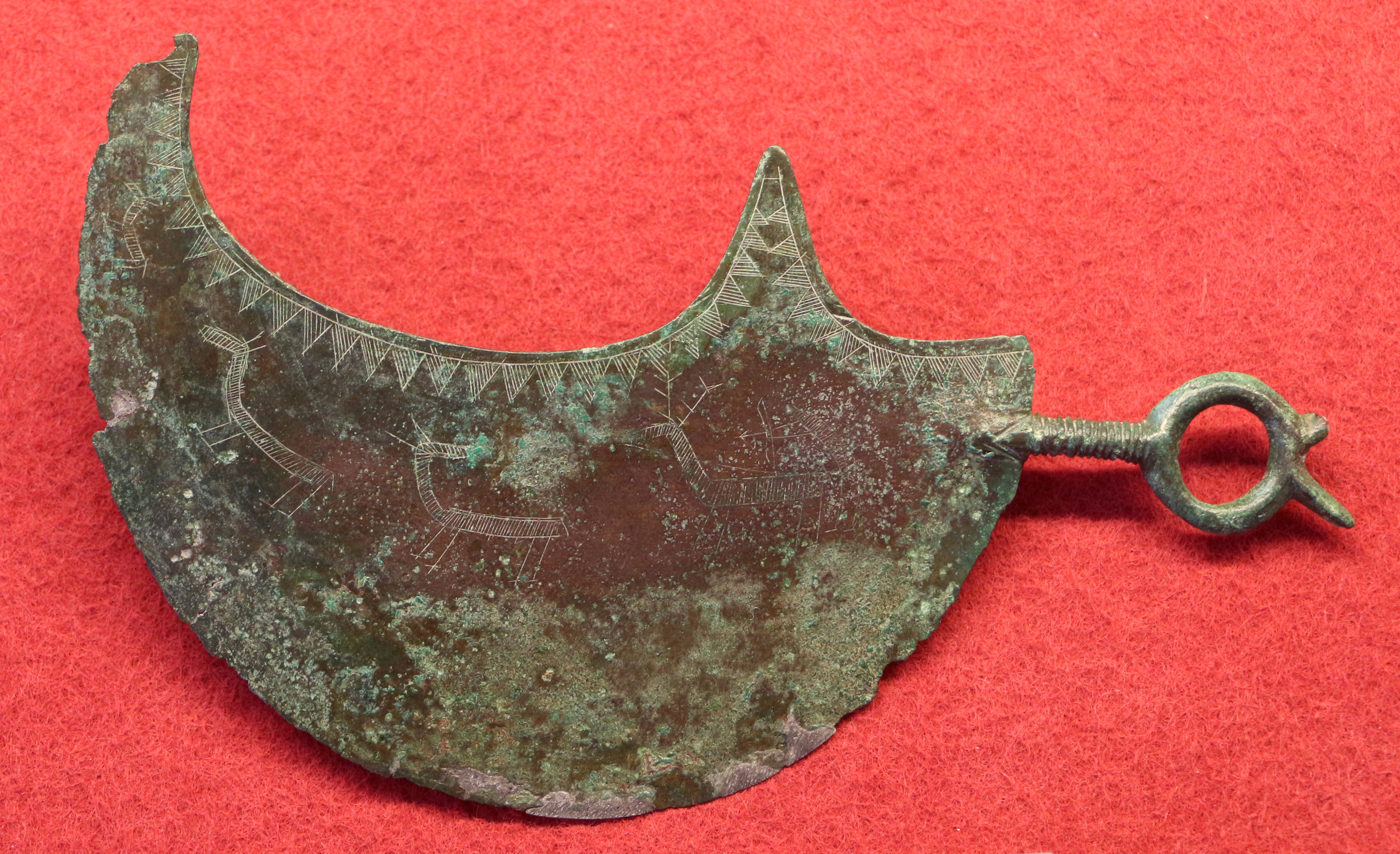
Rasoir lunaire avec scène de chasse gravée, -IXe-VIIIe siècle, provenant de la nécropole villanovienne de Vetulonia. Museo archeologico e d'arte della Maremma.
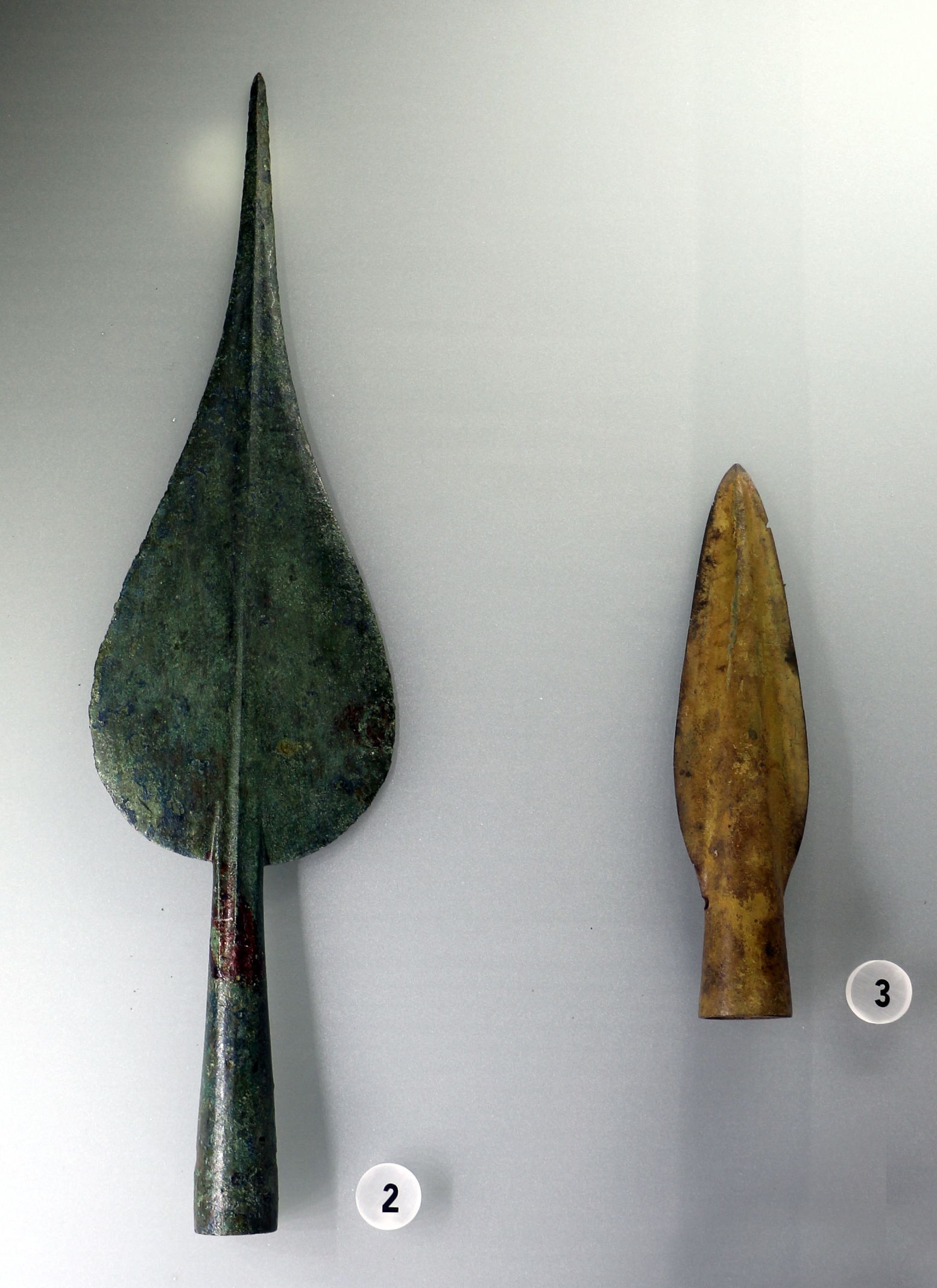
Lance et pointe de javelot en bronze, IXe-VIIIe siècle av. J.-C., provenant de la nécropole de Colfiorito, Foligno.
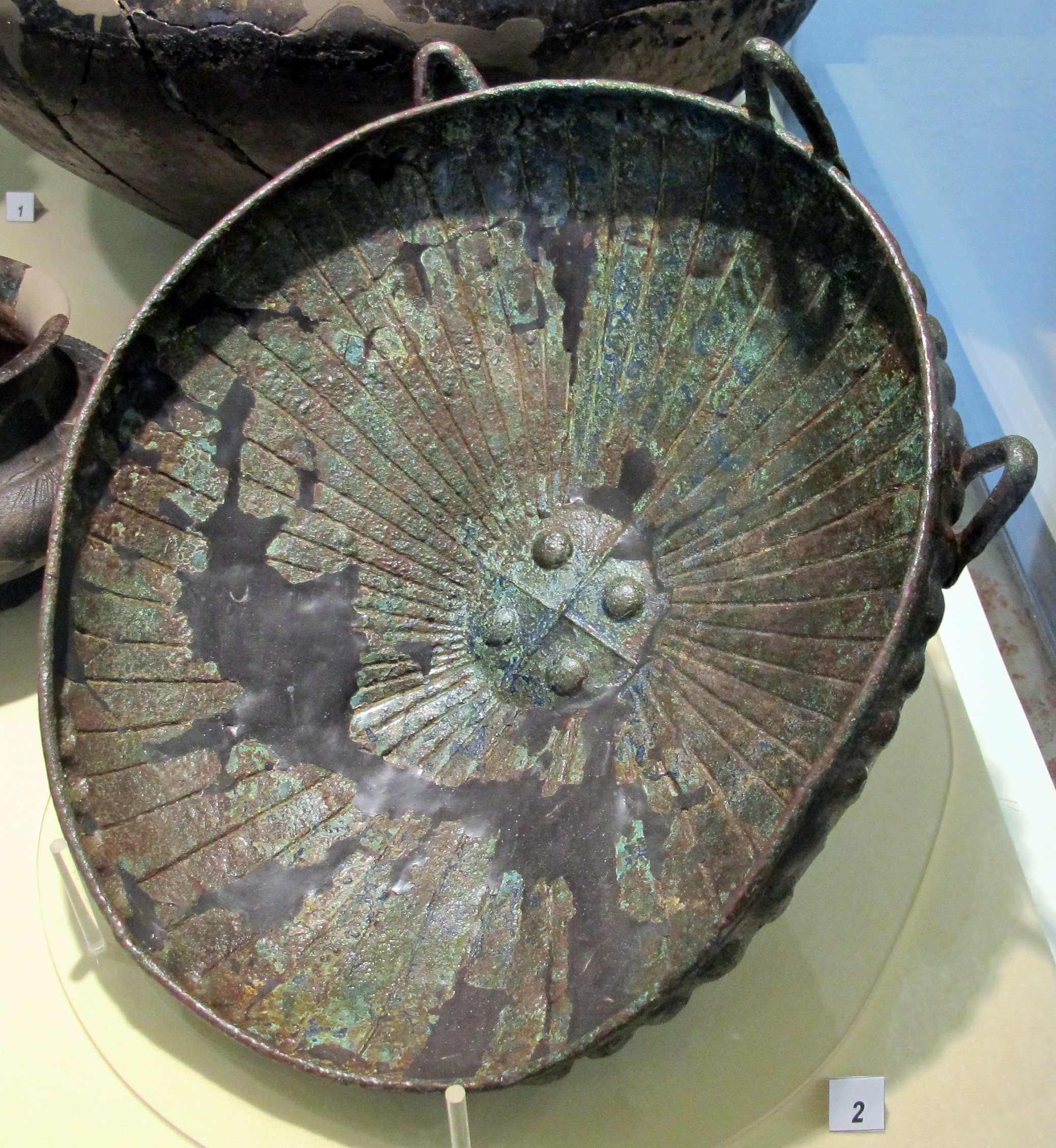
Coupe côtelée en plaque de bronze provenant du lieu de sépulture de la foire, tombe 154. Villanovien III, 750-700 av. J.-C.
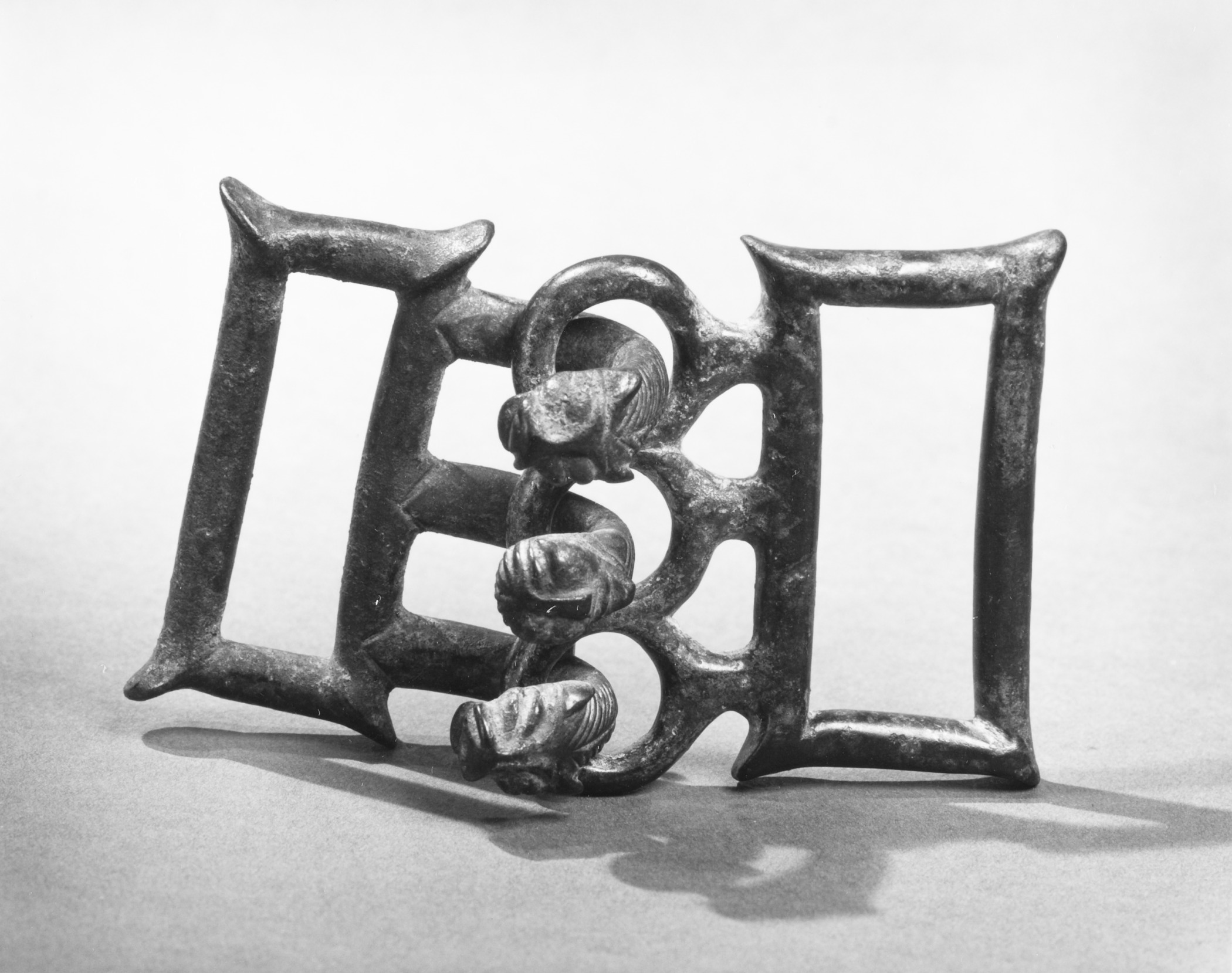
Fermoir et boucle à trois griffes. LACMA M.76.97.873a-b.
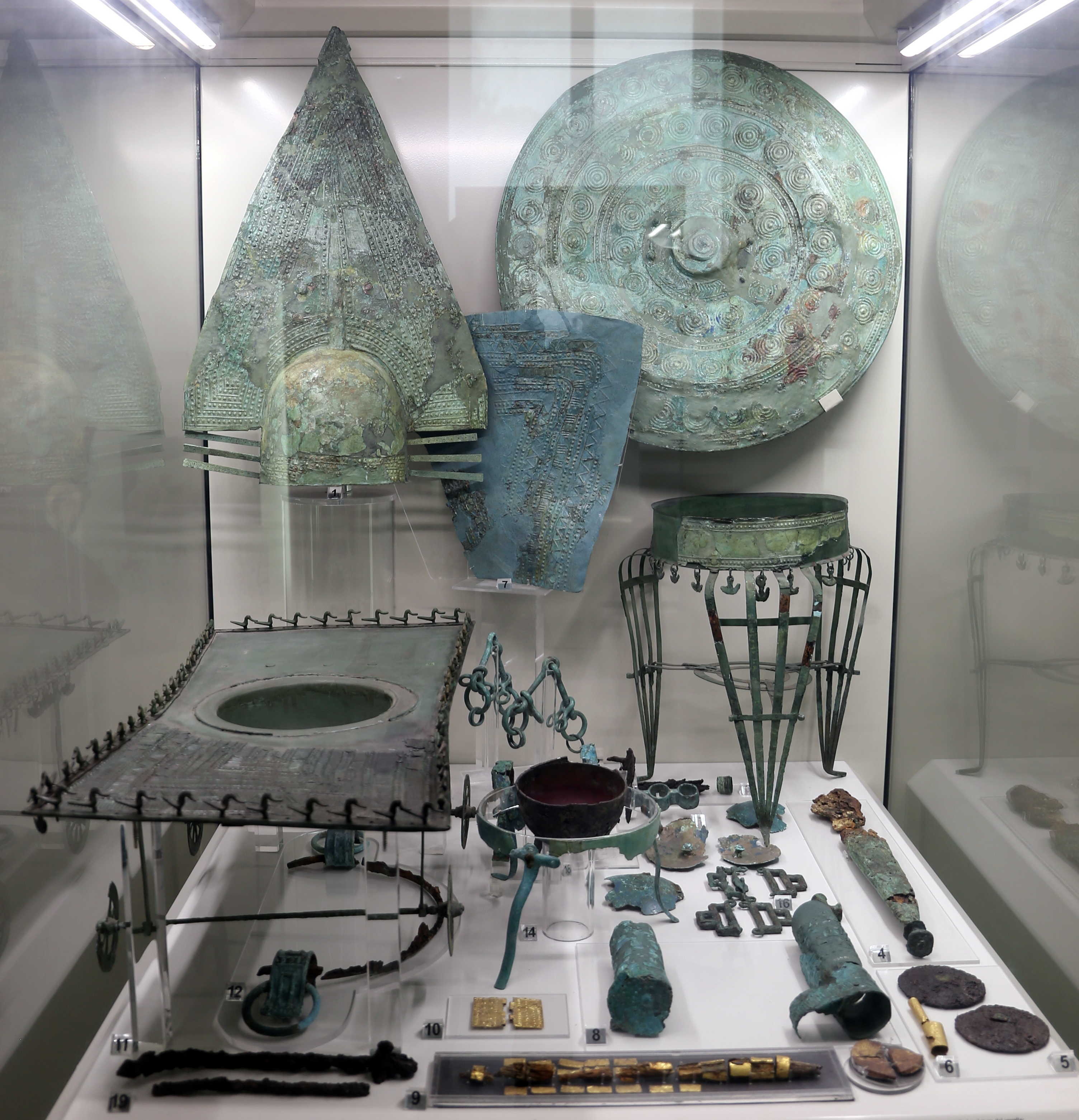
Mobilier funéraire de la tombe masculine 871 de la nécropole de Casal del Fosso, vers 730-720 av. J.-C.
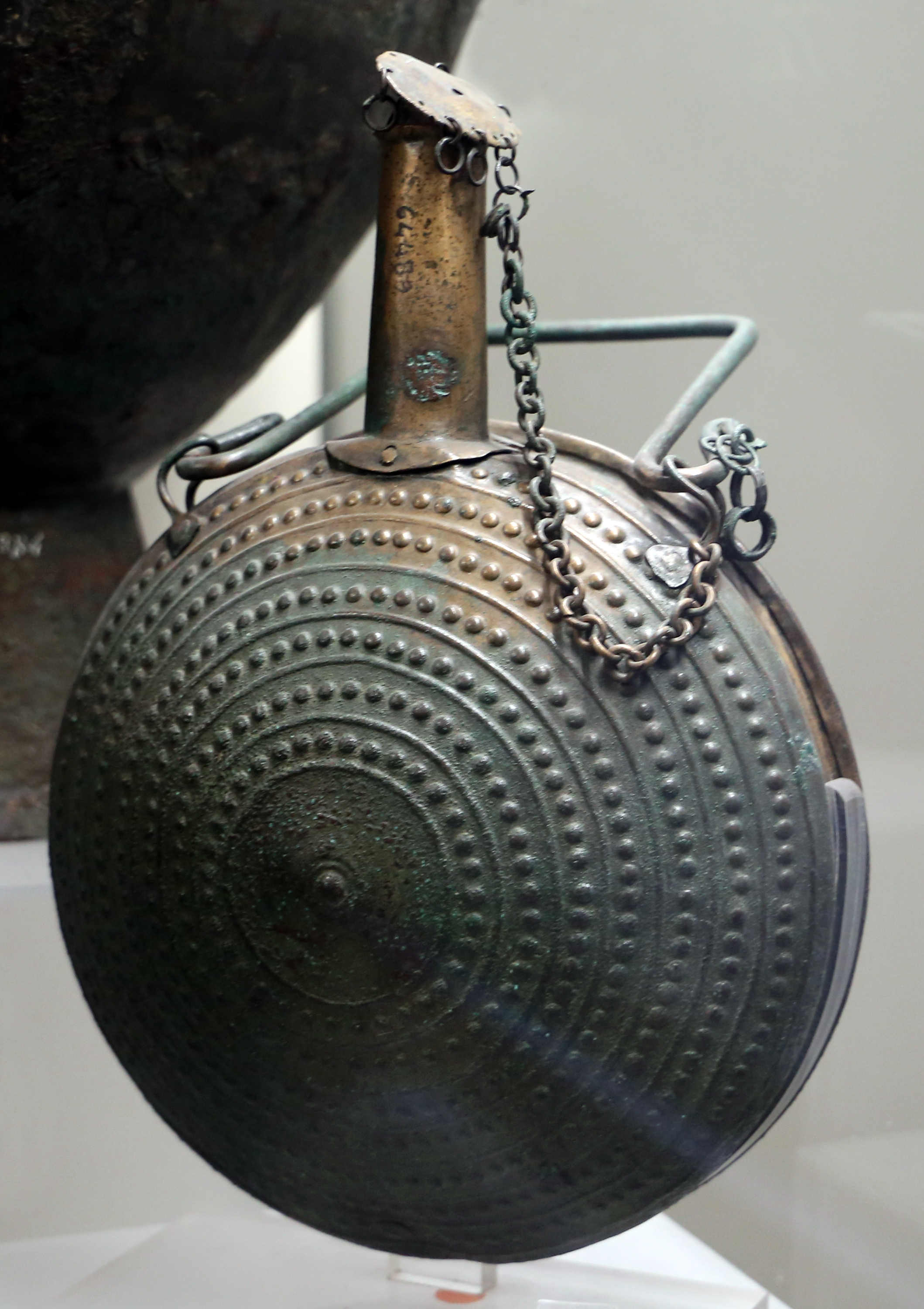
Flacon de pèlerin importé, 725-700 av. J.-C.
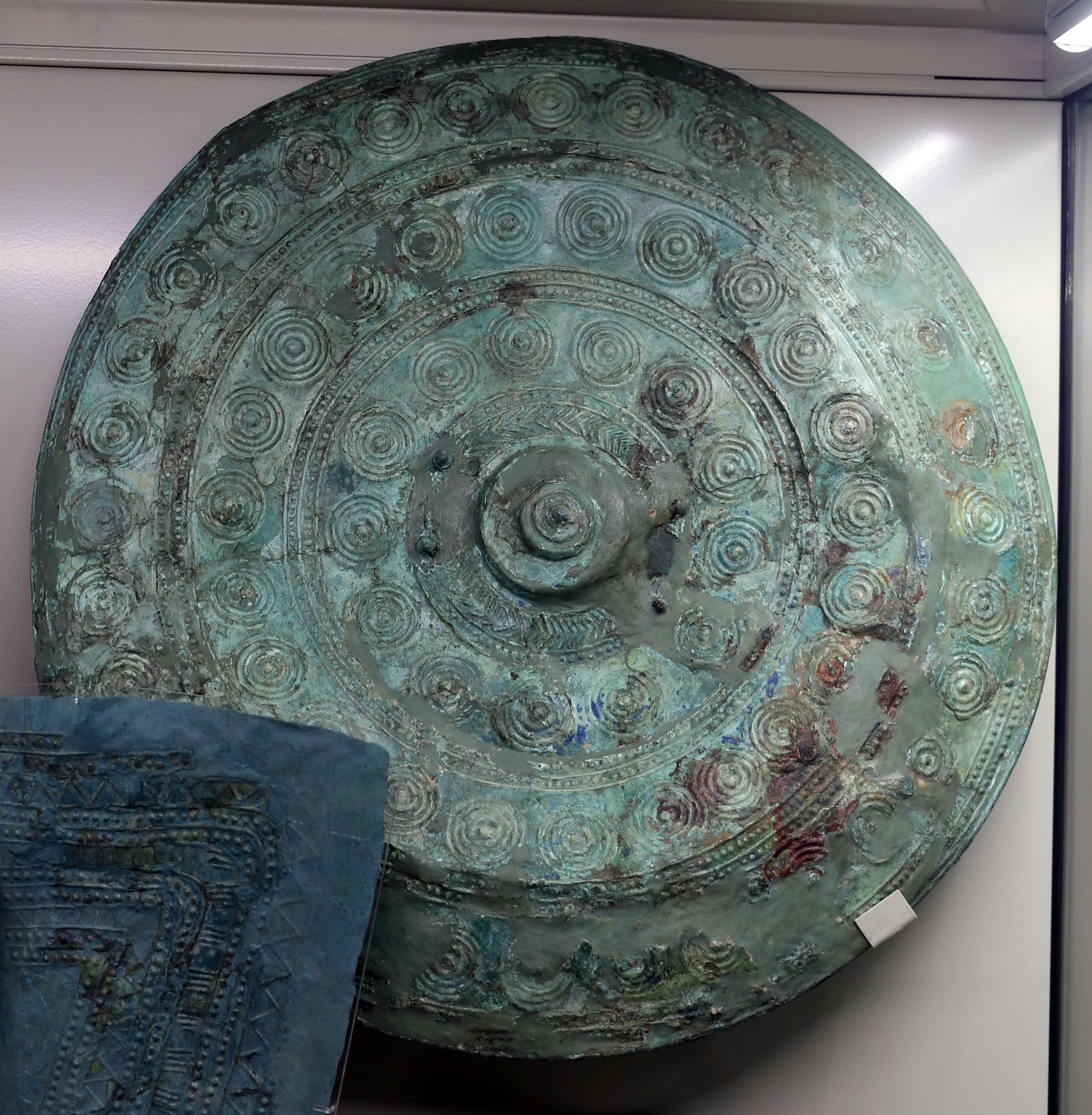
Mobilier funéraire de la tombe masculine 871 de la nécropole de Casal del Fosso, vers 730-720 av. J.-C. Bouclier de parade circulaire en bronze décoré de rangées de points en relief.
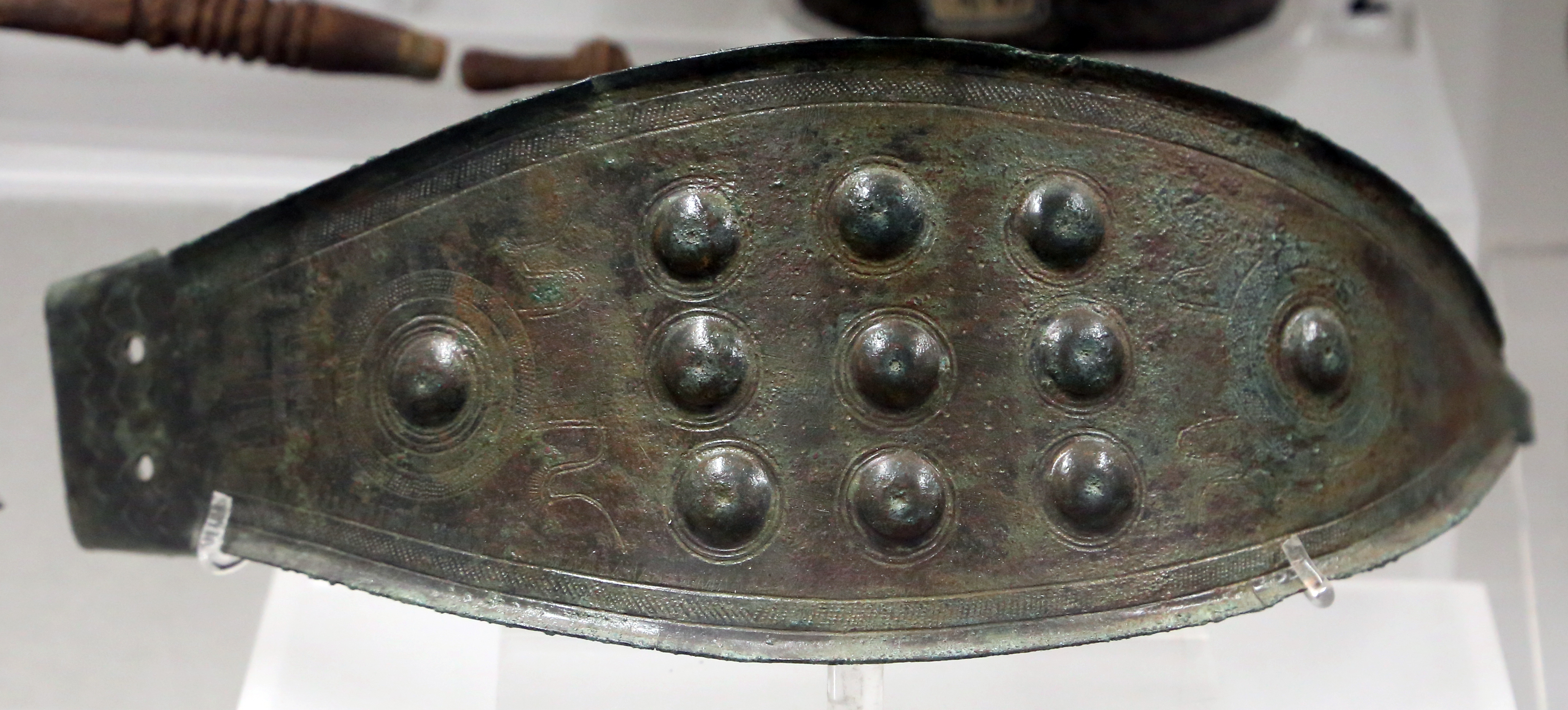
Boucle de ceinture, vers 800-750 av. J.-C.
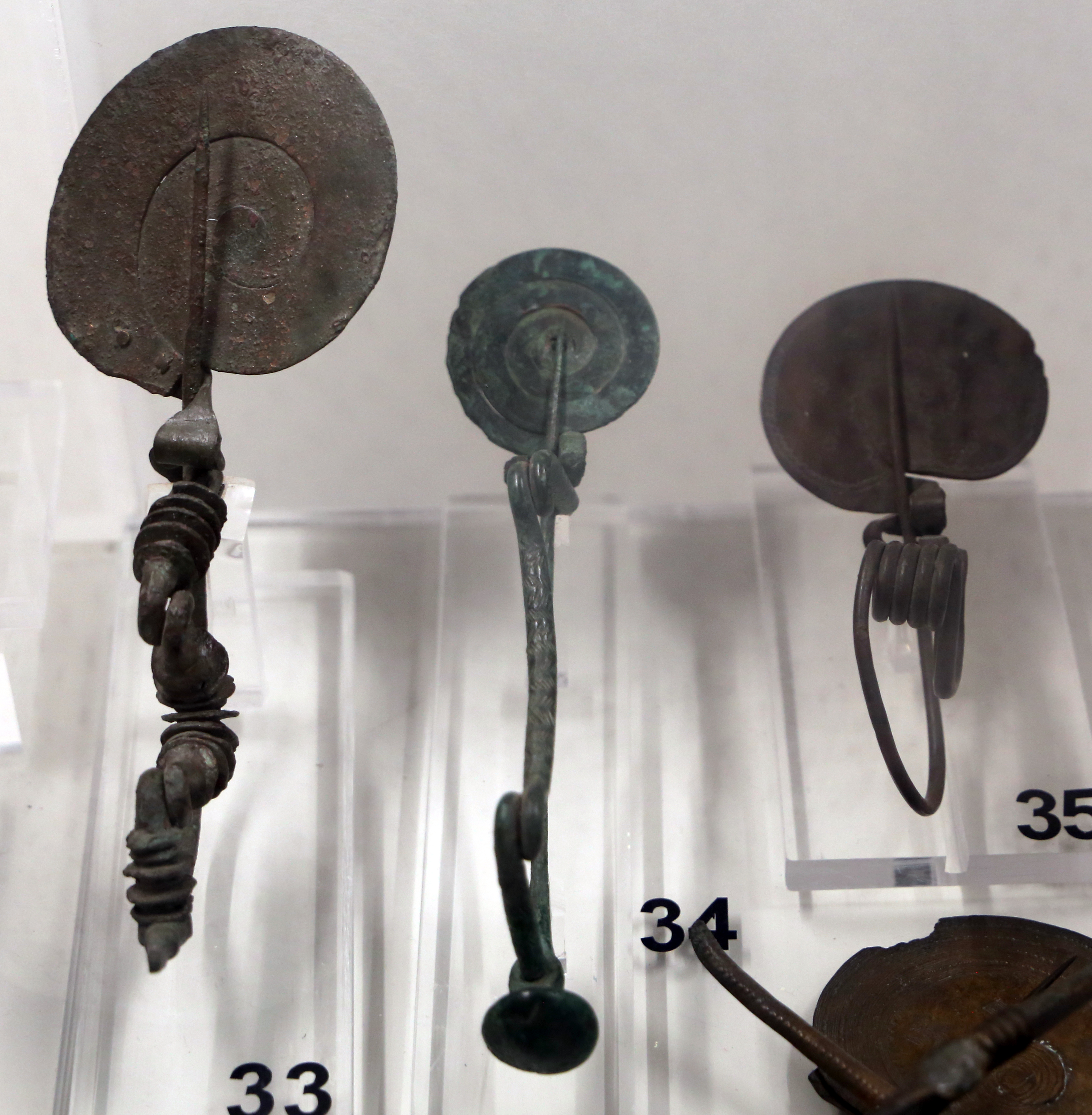
Fibules serpentines avec étrier, 900-850 av. J.-C.
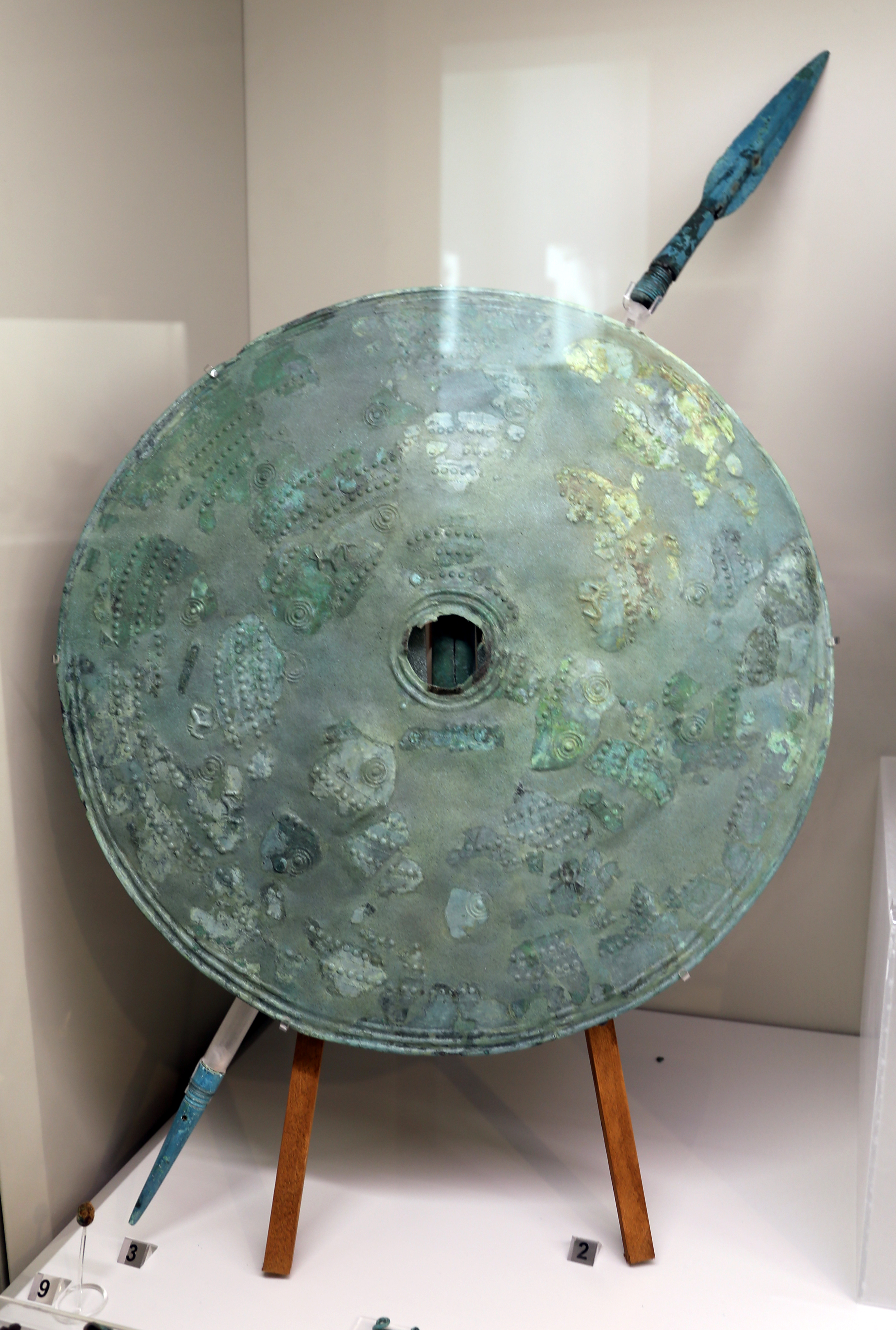
Bouclier rond décoré de bandes concentriques en relief avec des chevaux et des cercles, bronze, nécropole des quatre fontaines, tombe-puits AA1, 750 av. J.-C.
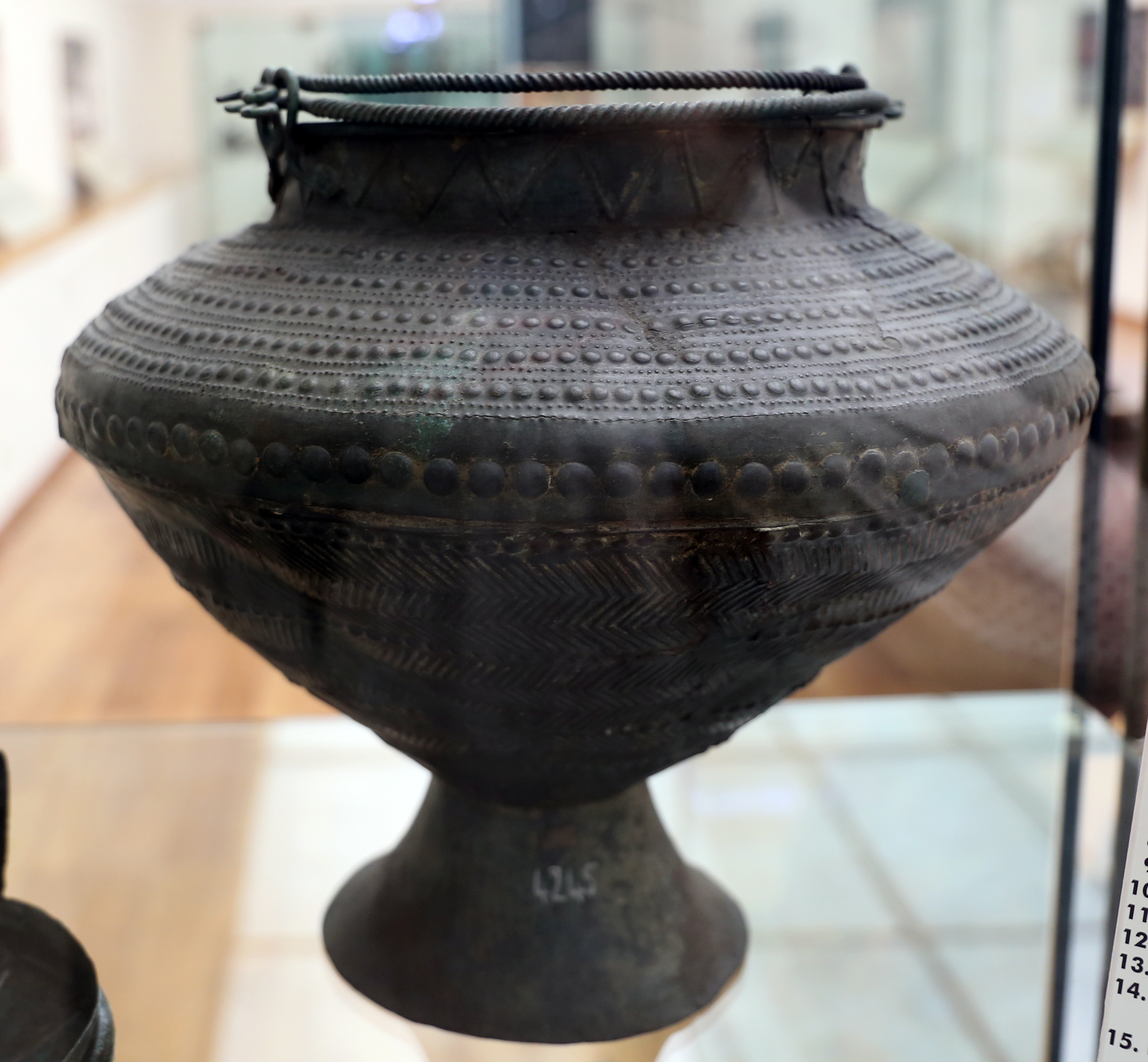
Situle en bronze, Narce, nécropole de Petrina, tombe 4, 730-720 av. J.-C.
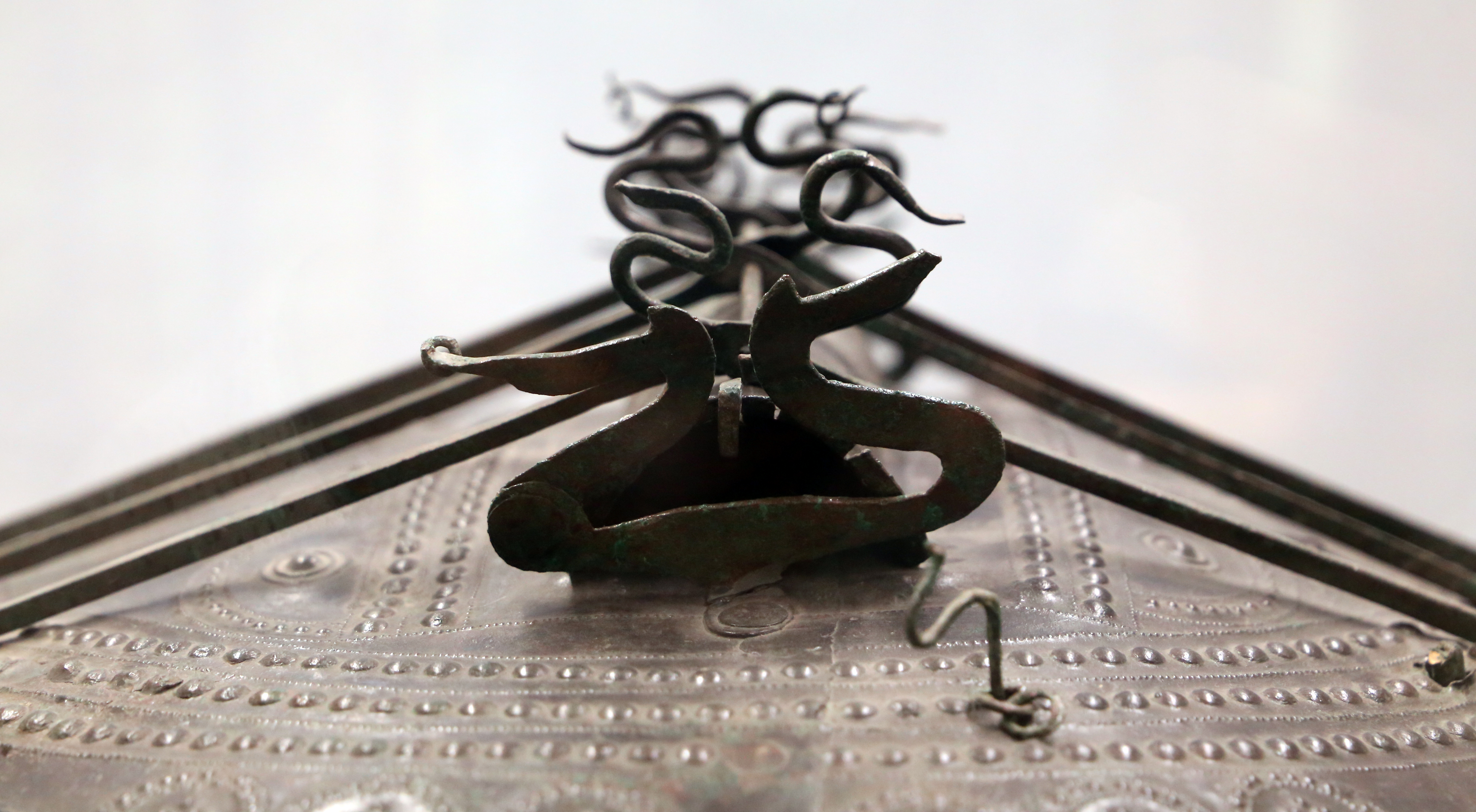
Urne en bronze en forme de hutte, provenant de la nécropole d'Osteria, vers 800-750 av. J.-C.
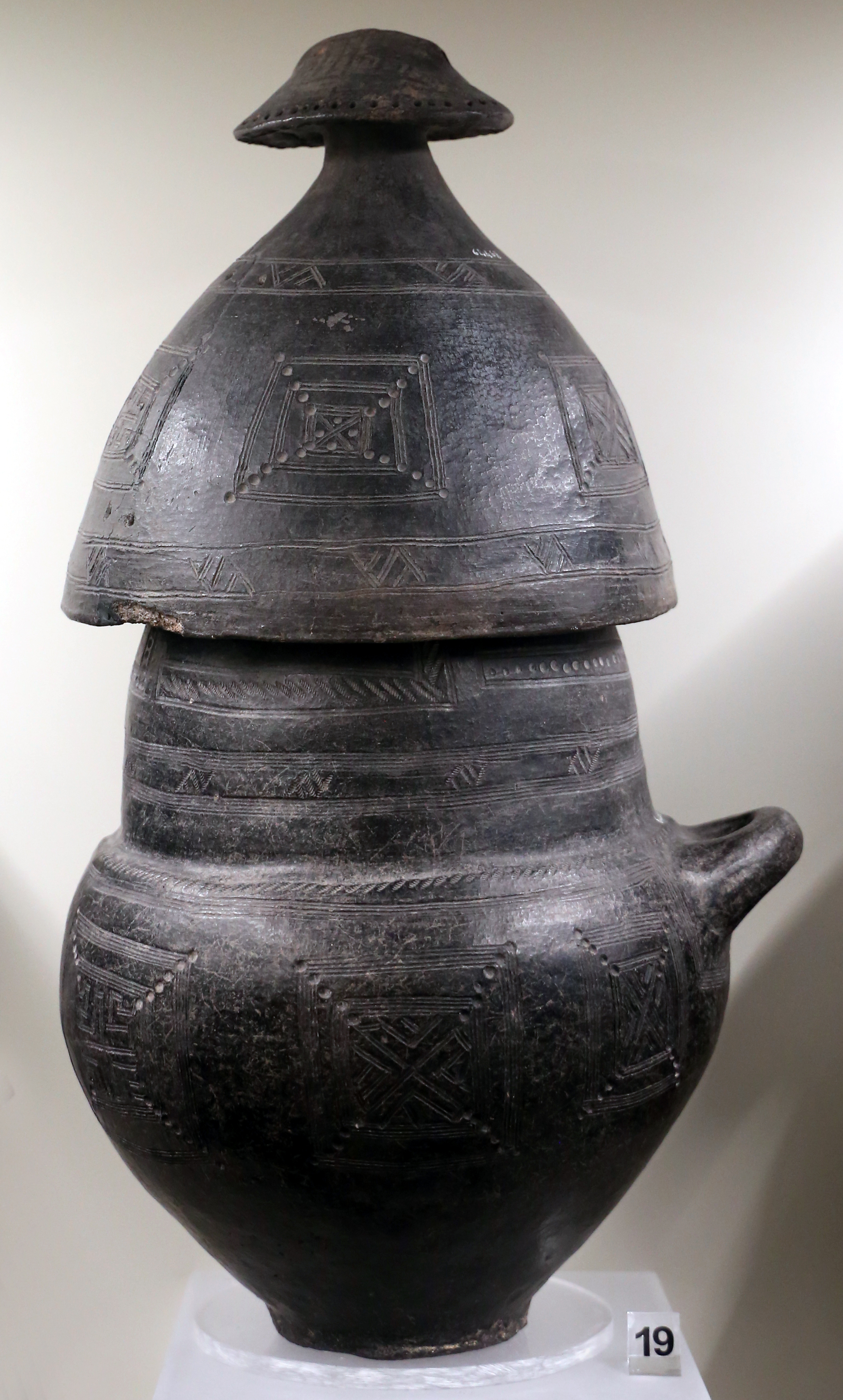
Vase biconique à couvercle en forme de casque et à sommet en forme de hutte, provenant de la nécropole de l'Osteria, 850-800 av. J.-C.
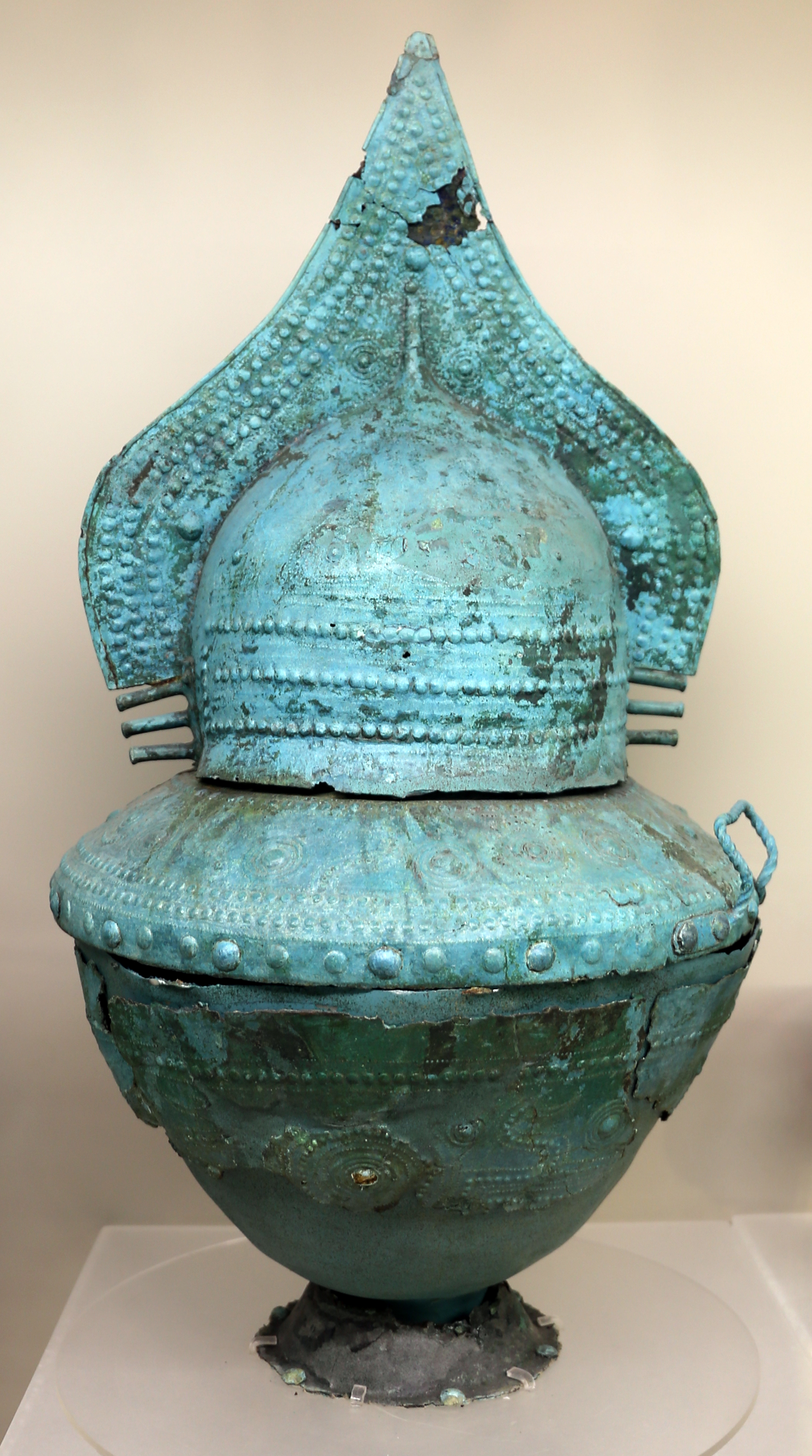
Vase cinéraire à couvercle en forme de casque à crête haute, bronze, nécropole des quatre fontaines, tombe à puits AA1, 750 av. J.-C.
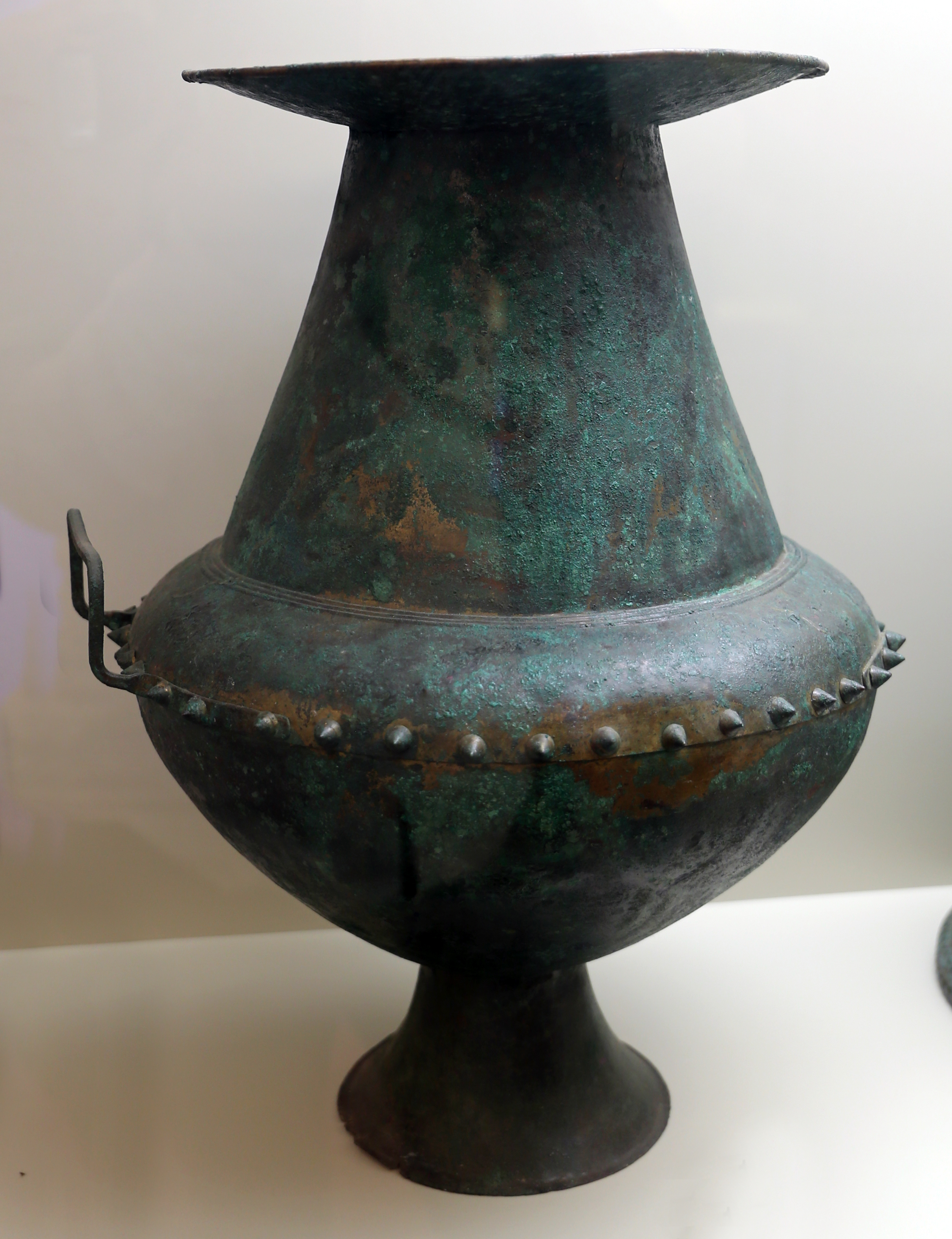
Vase biconique en bronze, peut-être de Vulci, 720-700 av. J.-C.
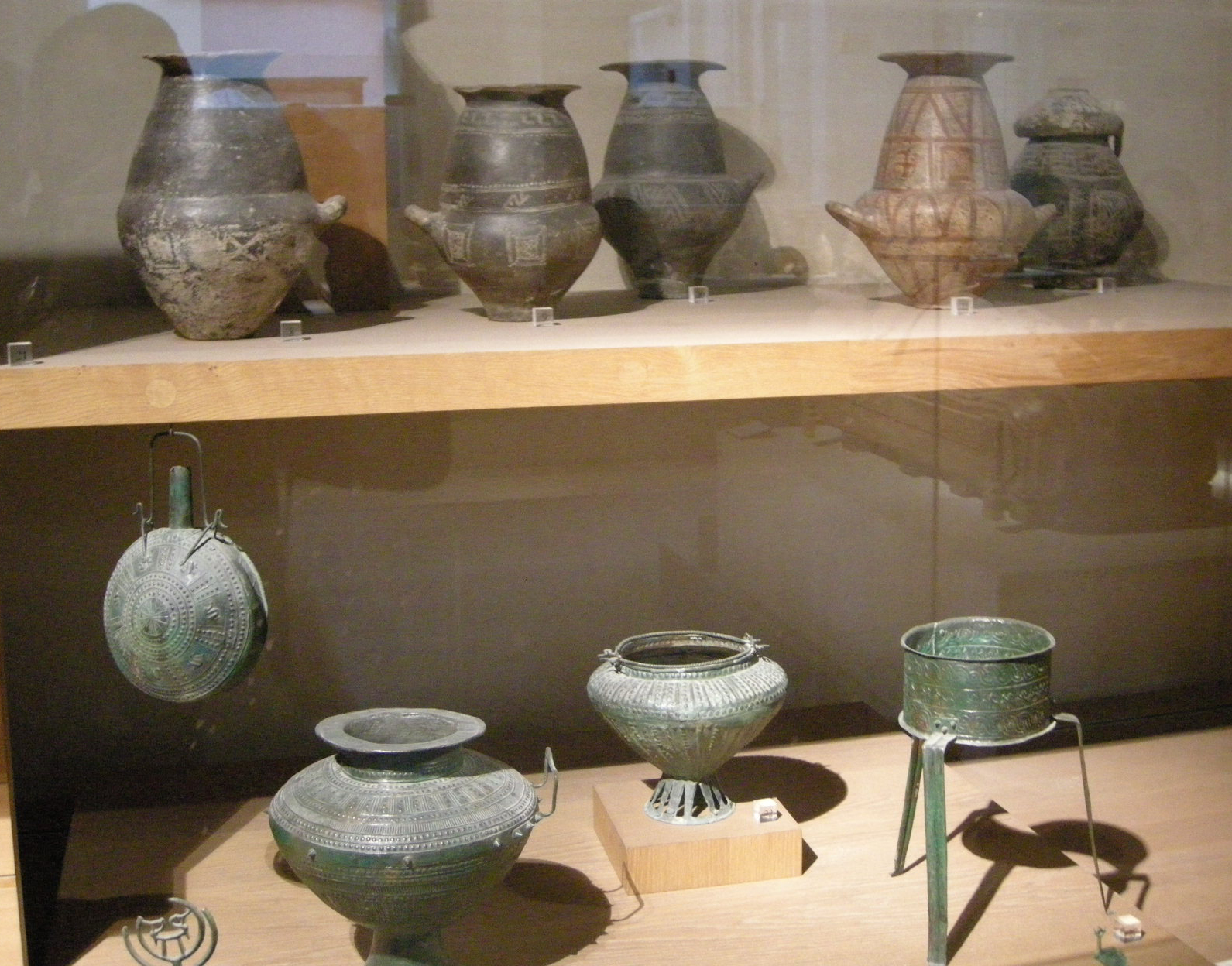
Louvre, objets villanoviens.
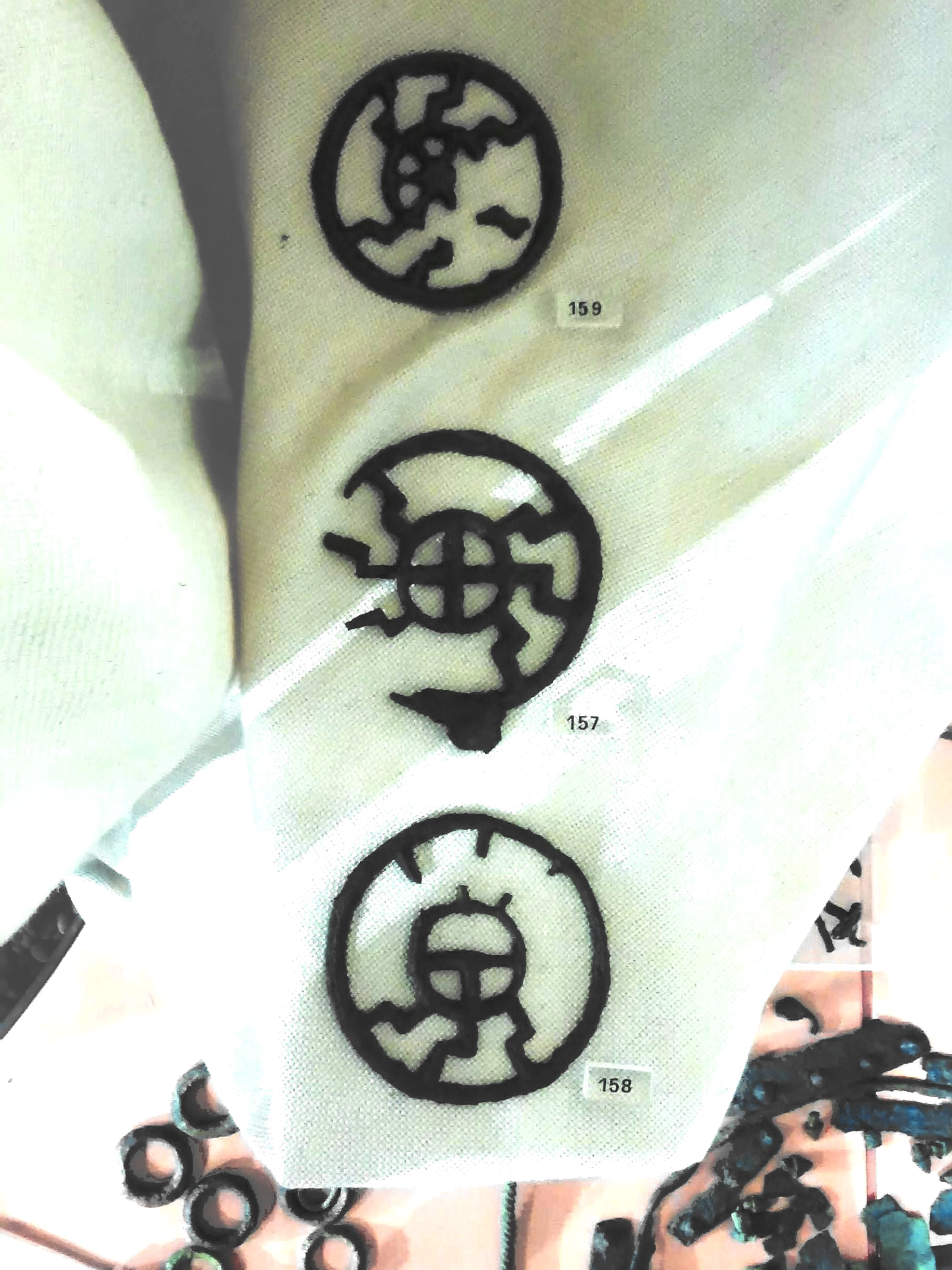
Ceinture de femme villanovienne (Verucchio)
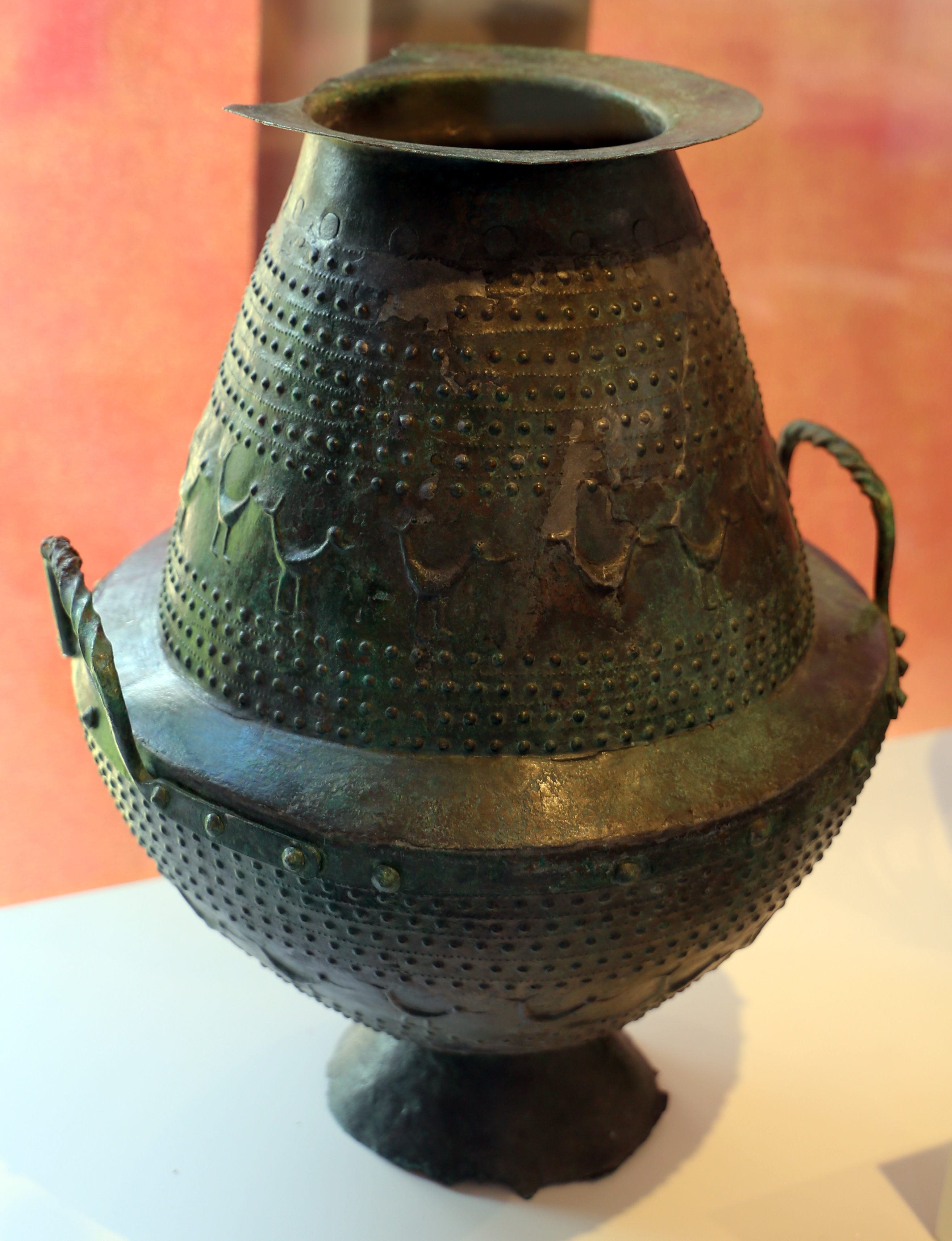
Vase globulaire villanovien en bronze, à l'origine pour les parfums et l'encens, puis comme cinéraire, vers 750-725 av. J.-C. Tombe 74 de Montevetrano.
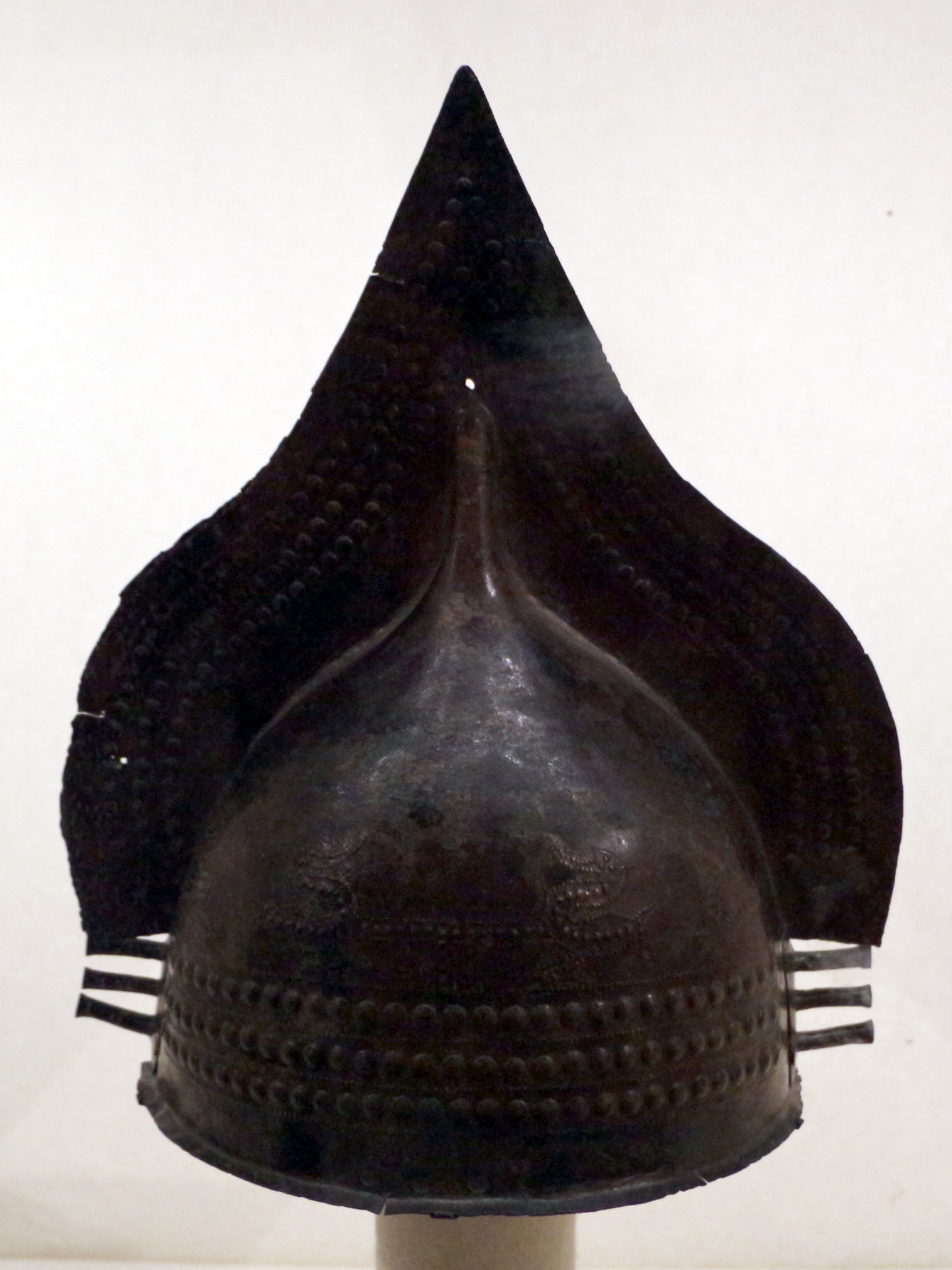
Casque à crête provenant de la tombe du guerrier, à Poggio alle Croci.
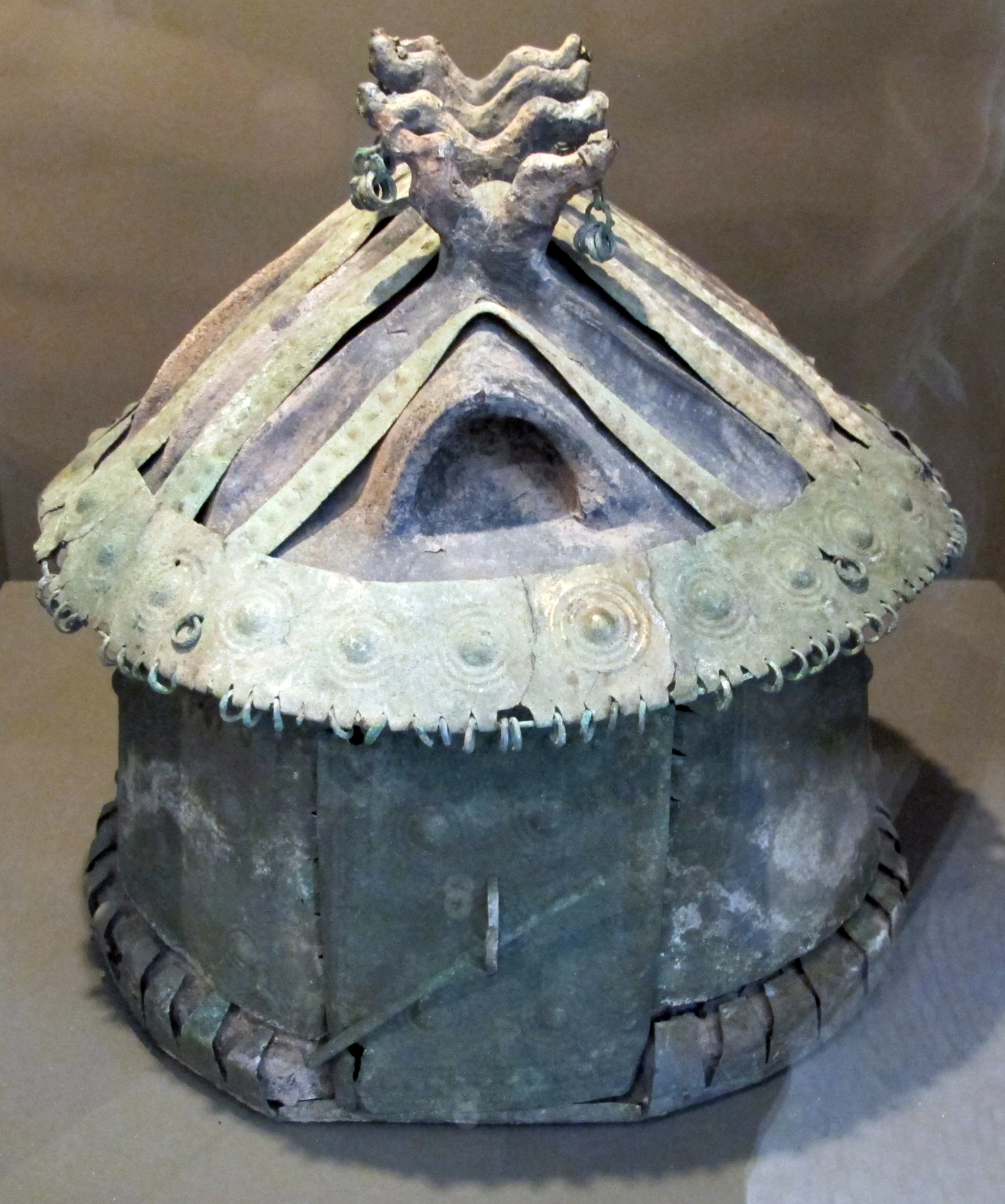
Atelier de Vulci, urne cinéraire en forme de maison, -VIIIe s. Musée d'art et d'histoire de Genève.
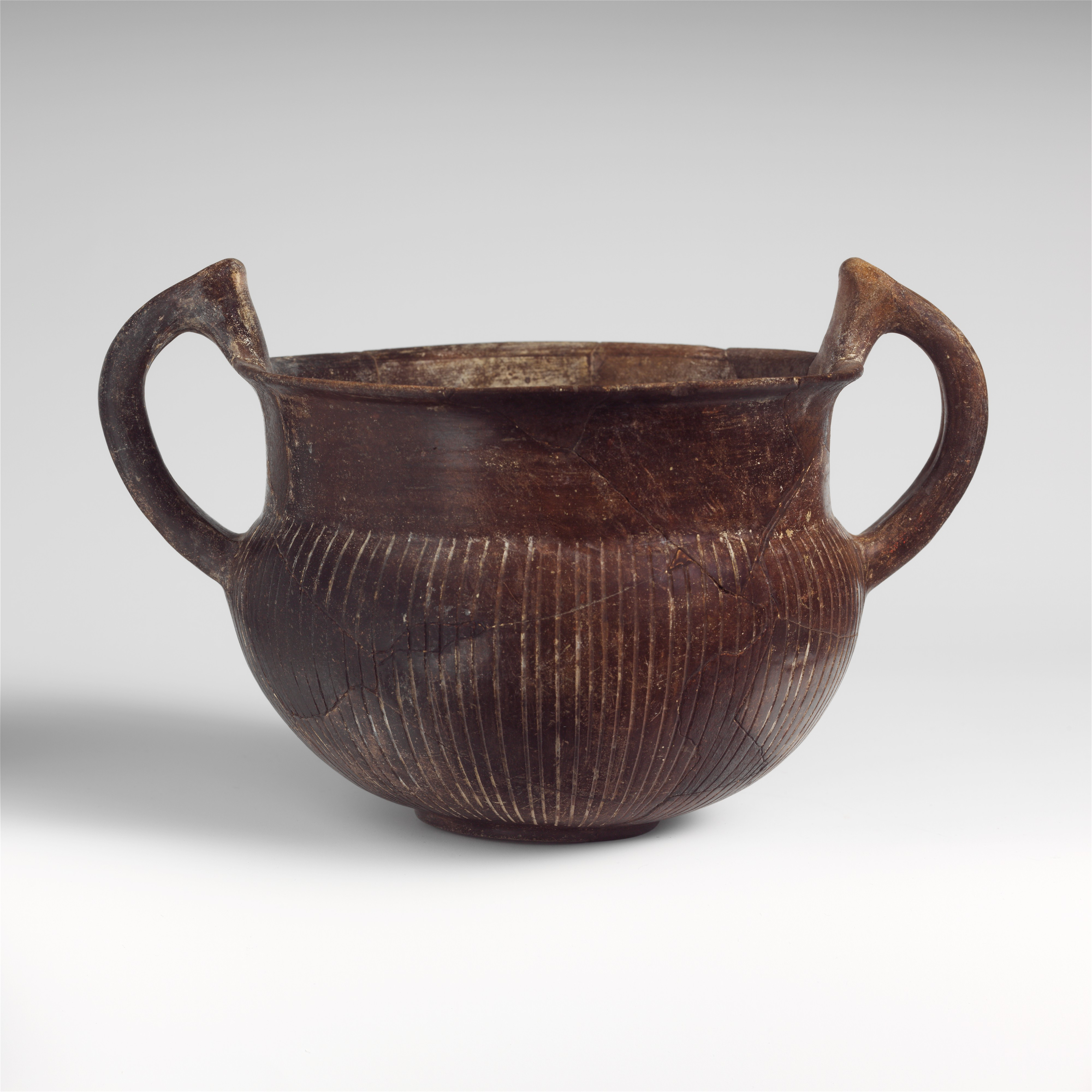
Bol à deux anses en terre cuite. MET DP132251.
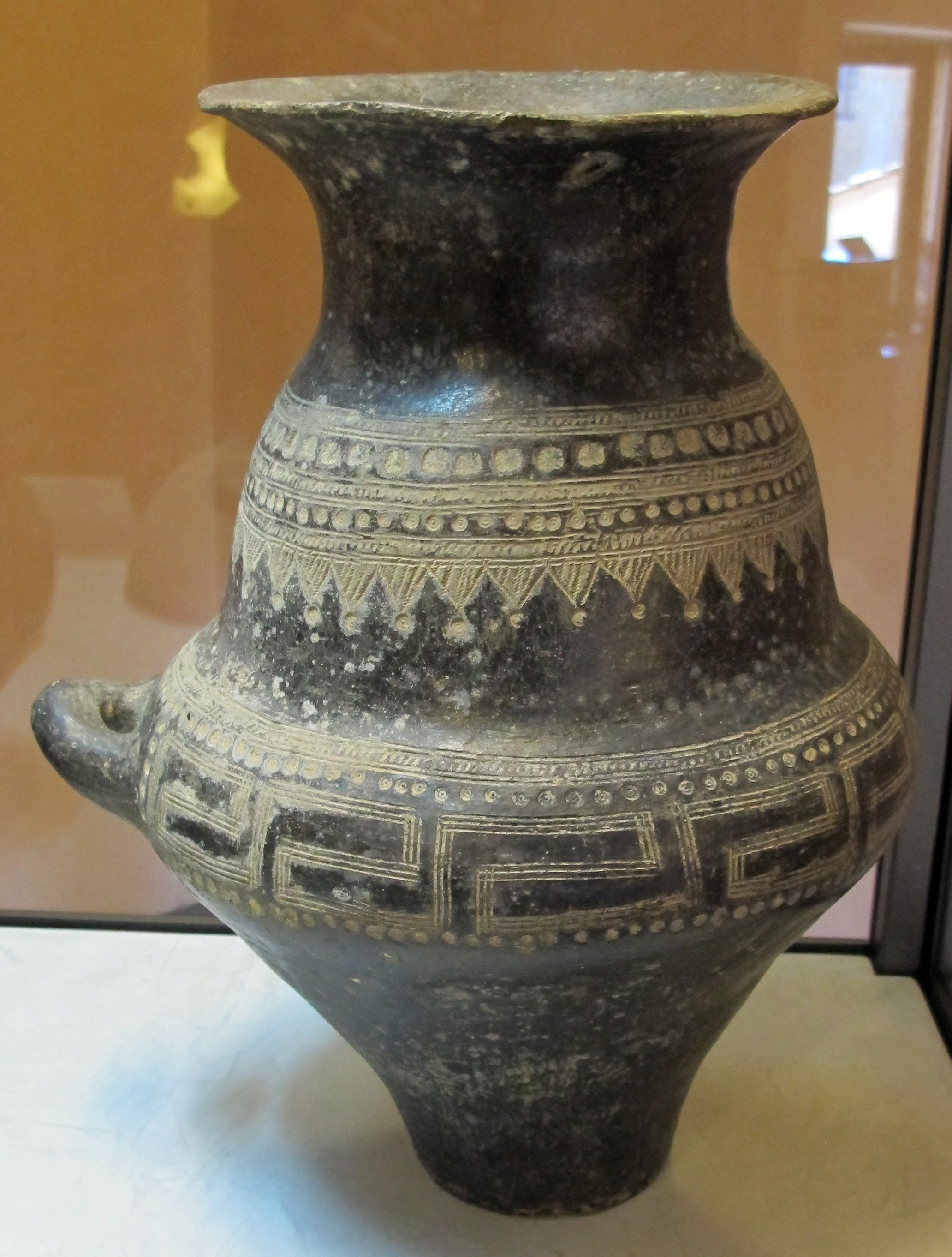
Ossuaire biconique, IXe-VIIe siècle. Musée Faina, Orvieto.
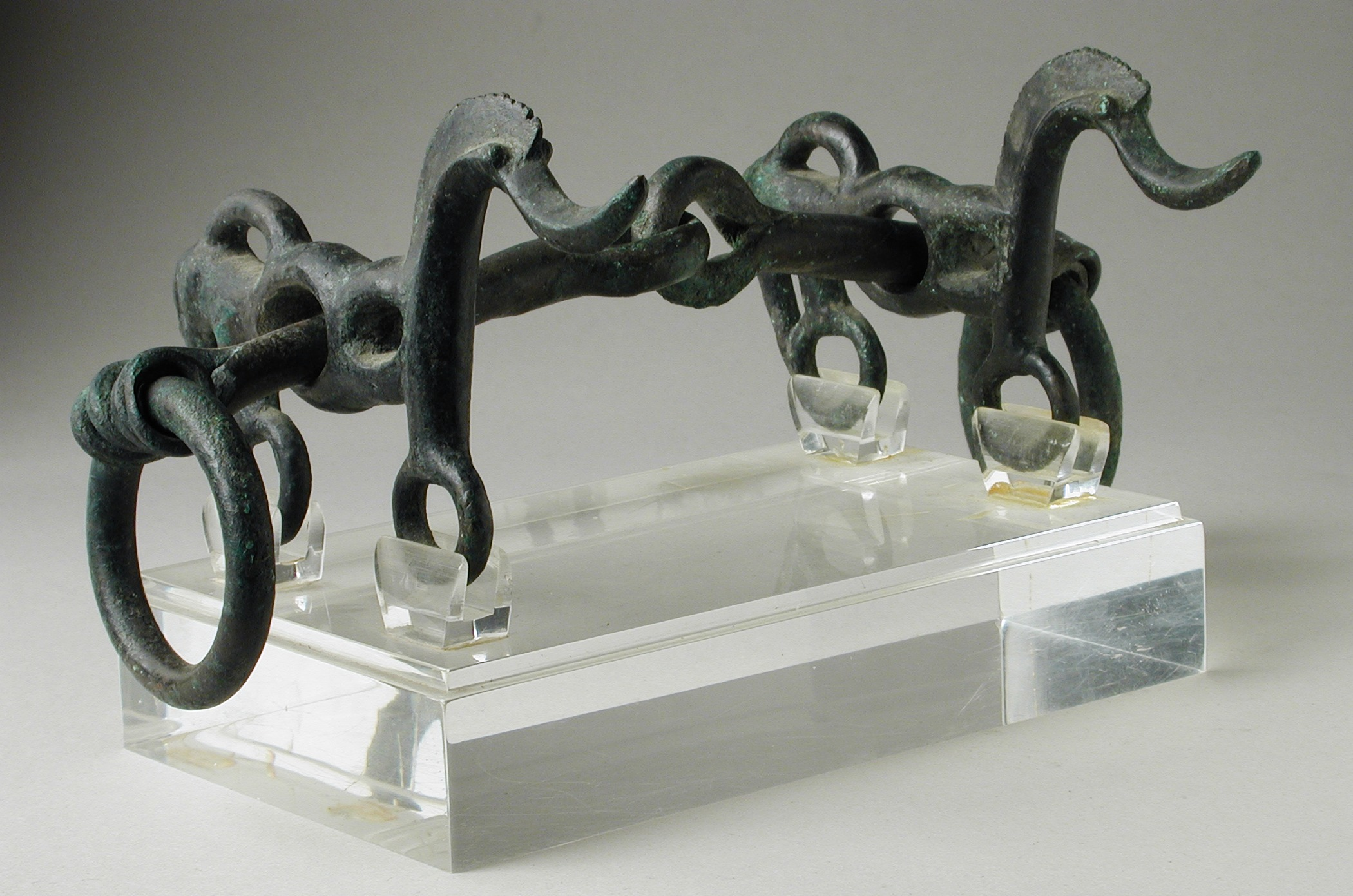
Mors de cheval villanovien, fin -VIIIe s. LACMA.
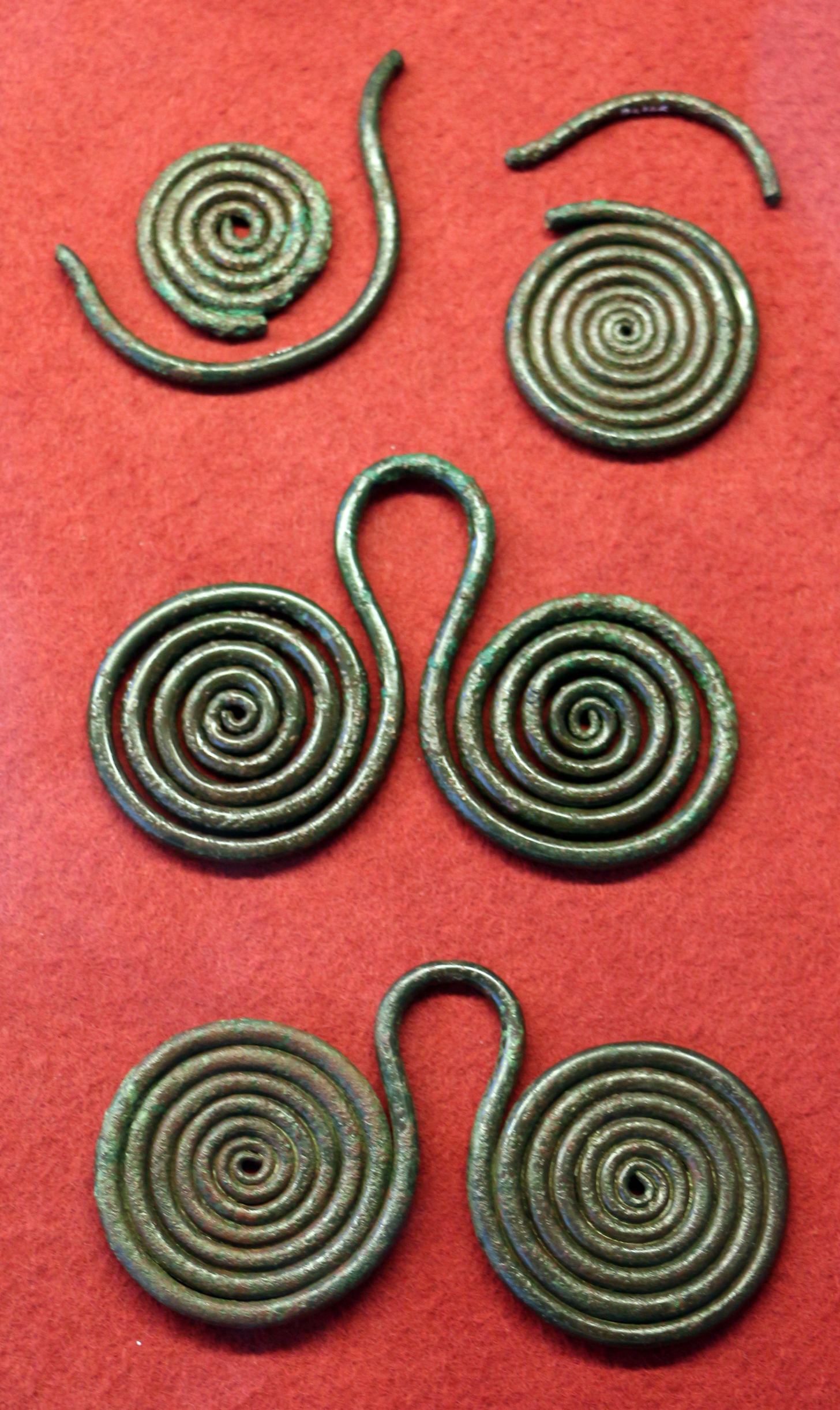
Pendentifs en bronze à double spirale, provenant de l'île de Giglio, région de Campese, Xe-IXe siècle.
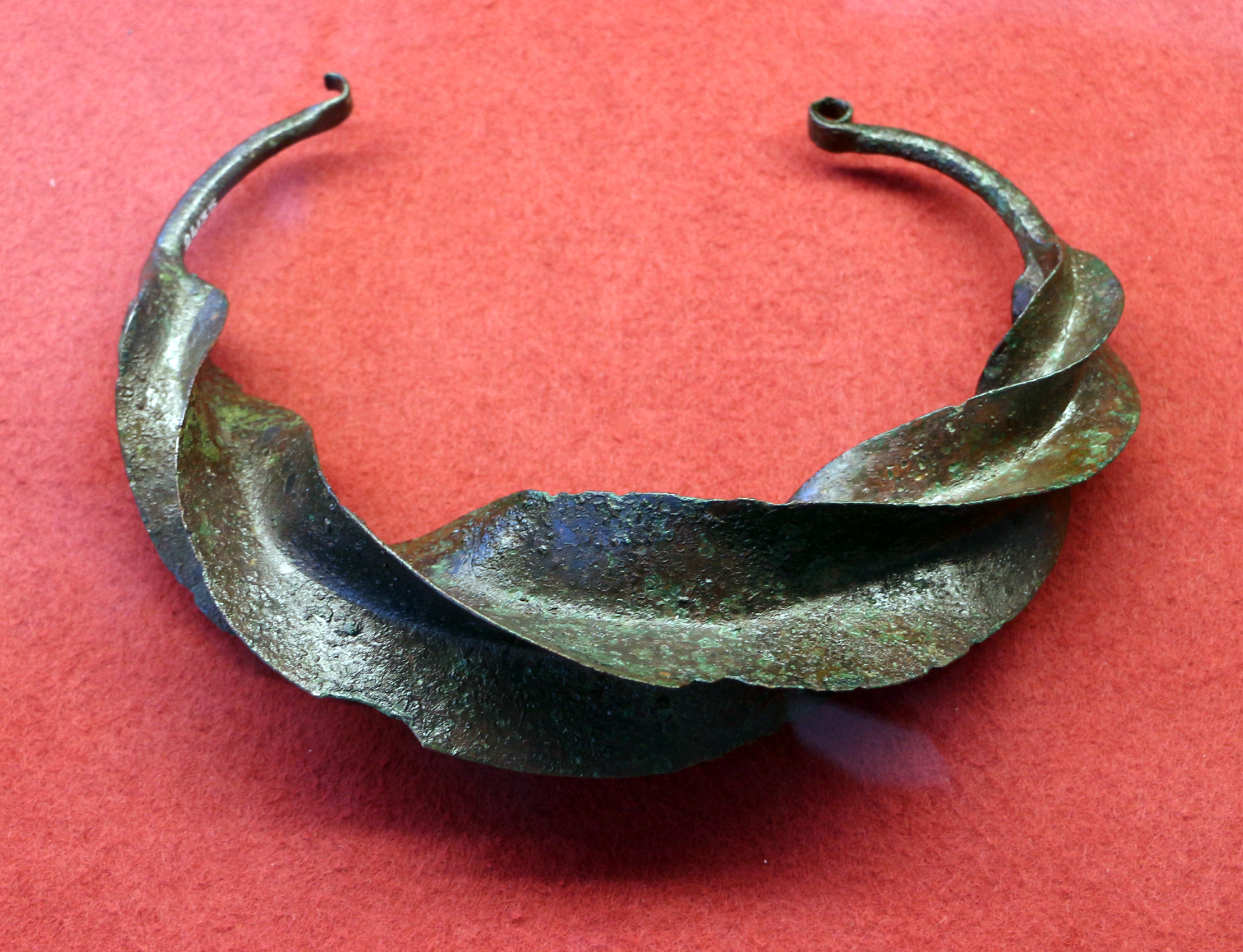
Collier en bronze (torque), de l'île de Giglio, région de Campese, Xe-IXe siècle.
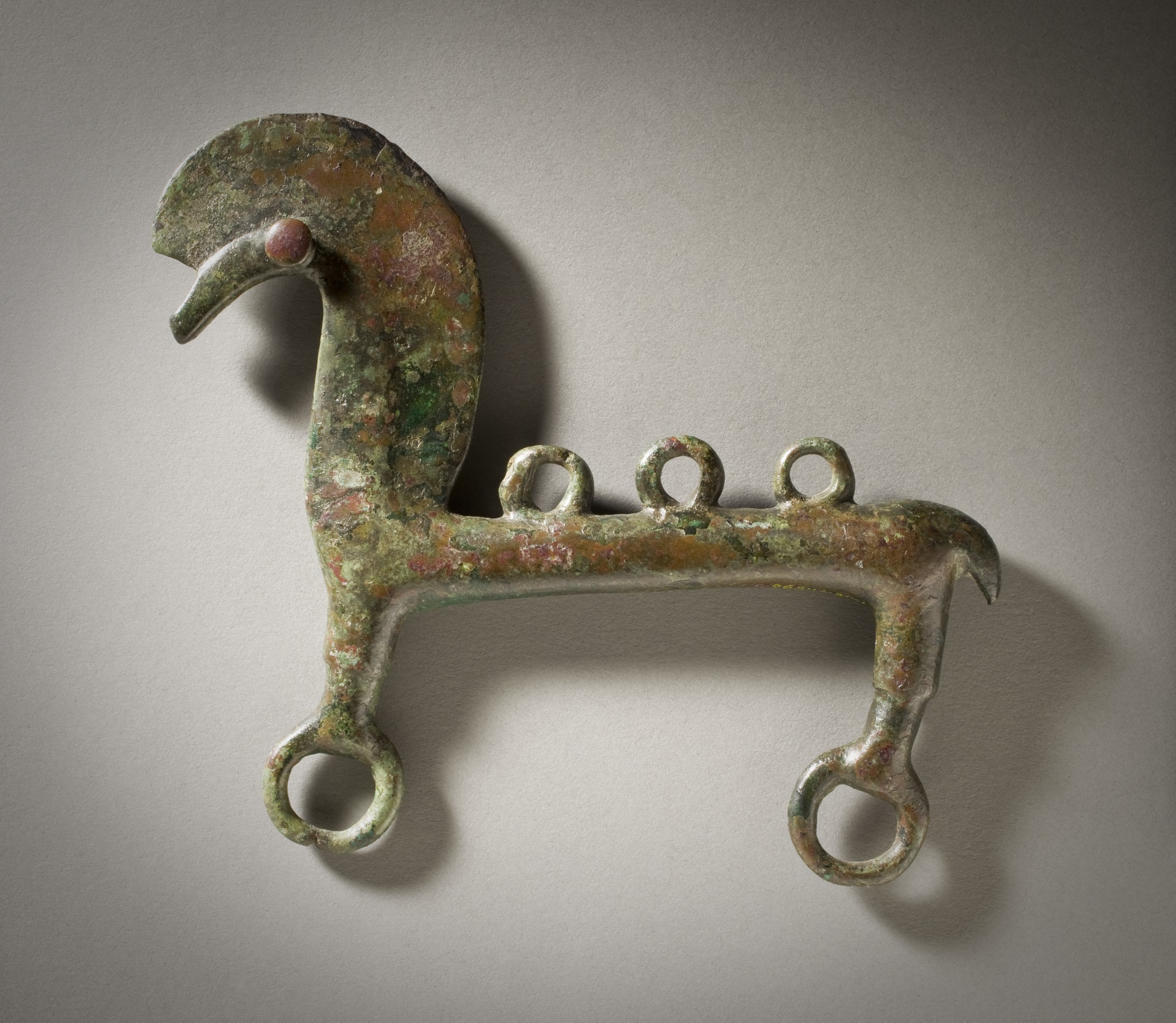
Harnais en bronze en forme de cheval. Villanovien, IXe-VIIIe siècle av. J.-C. LACMA.